# Mikojan-Gurewitsch MiG-21
Die Mikojan-Gurewitsch MiG-21 (russisch Микоян-Гуревич МиГ-21, NATO-Codename: Fishbed) ist ein in der Sowjetunion entwickelter einstrahliger Abfangjäger.
Die MiG-21 wurde 1959 in Dienst gestellt. Außerhalb der UdSSR wurde sie zuerst in der DDR bei der sowjetischen 16. Luftarmee stationiert.
Die MiG-21 wurde in den Luftstreitkräften von mehr als 50 Staaten eingeführt und in vielen Varianten in Lizenz gefertigt. In der Volksrepublik China wurden bis Mitte der 1990er-Jahre MiG-21-Varianten produziert (Bezeichnung J-7). Insgesamt gab es rund 15 verschiedene Versionen der MiG-21. Sie ist mit rund 10.300 Exemplaren – nach der MiG-15 mit 18.000 und der MiG-17 mit 10.800 gebauten Exemplaren – eines der seit dem Zweiten Weltkrieg meistgebauten Kampfflugzeuge der Welt. Im Jahr 2022 betrieben noch 17 Staaten verschiedene Versionen der MiG-21.

## Entwicklung

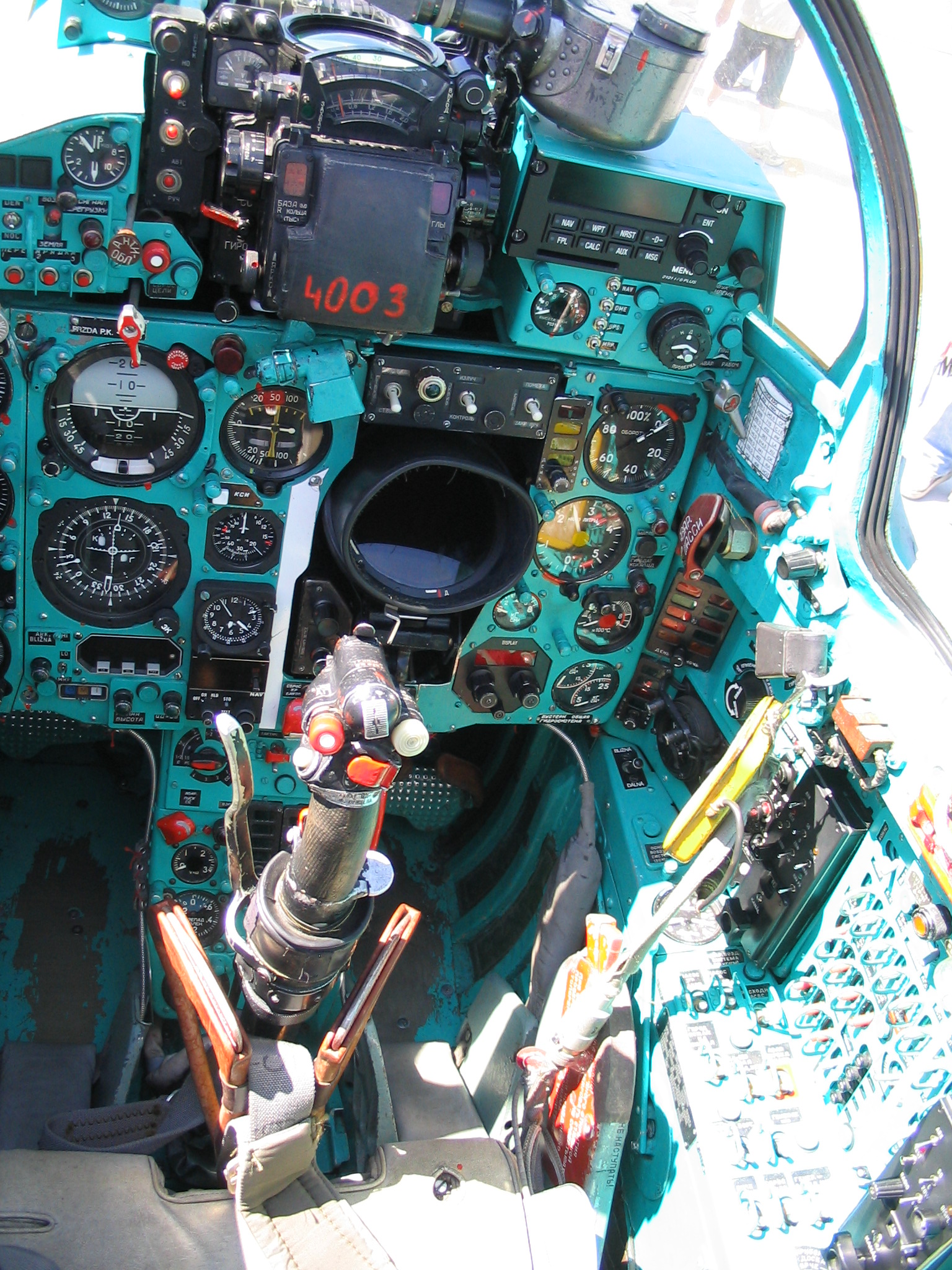
Kabine einer MiG-21MF

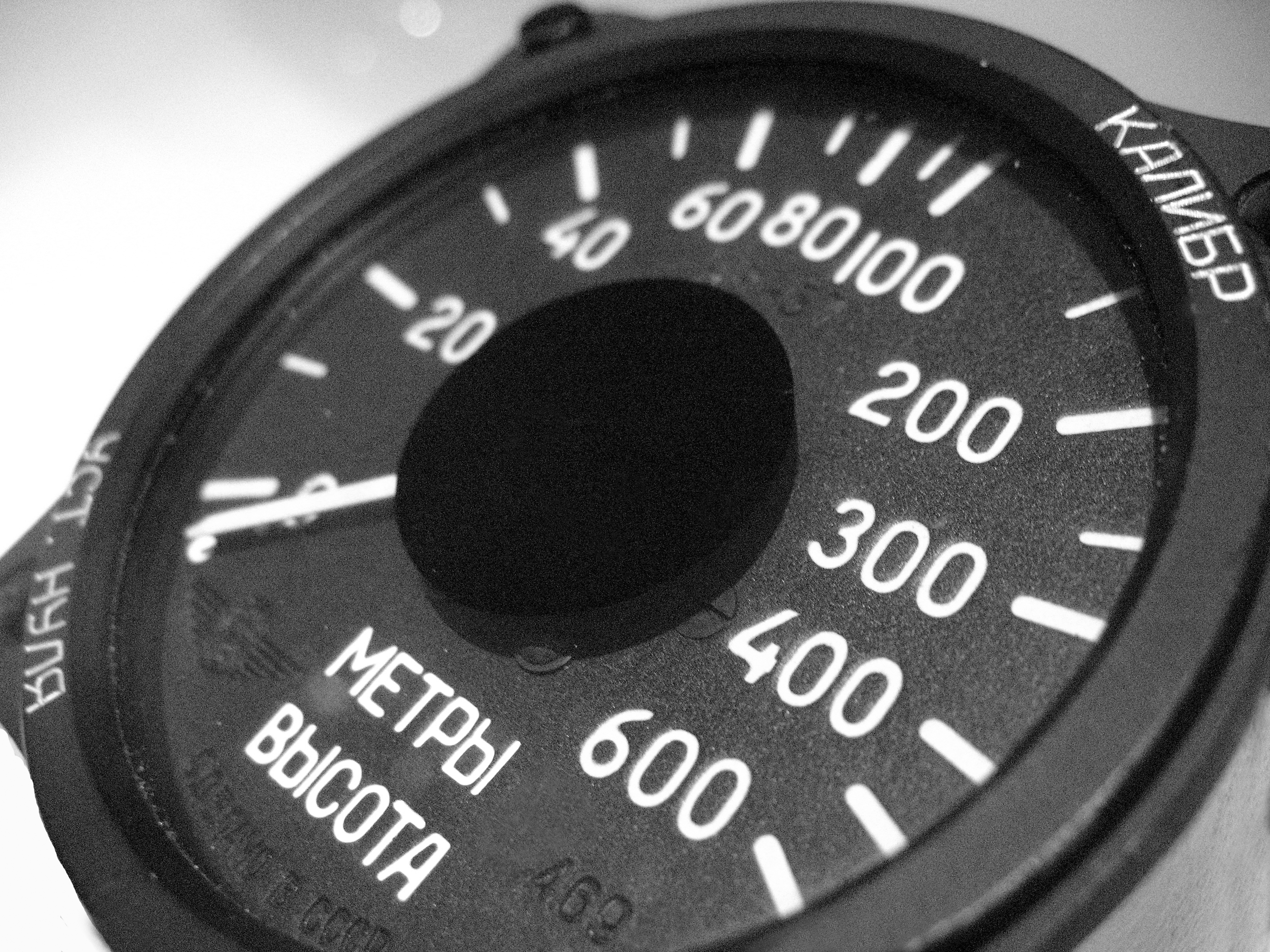
Anzeigegerät des Funkhöhenmessers RW-UM einer MiG-21 (Messbereich 0 bis 600 m)

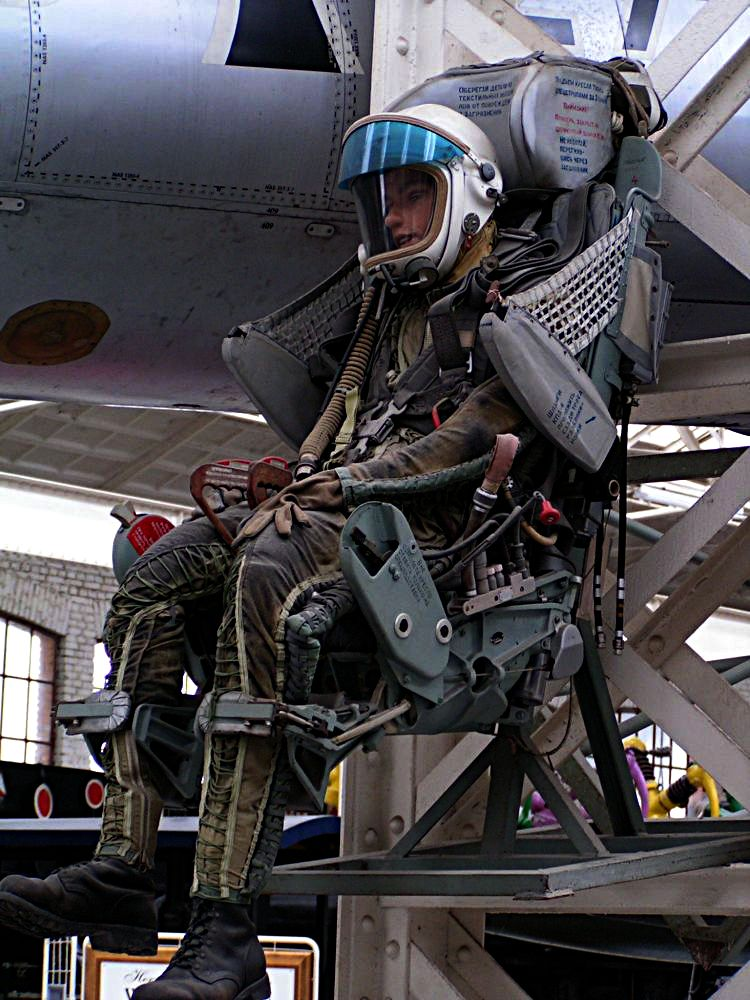
Schleudersitz KM-1, der in der MiG-21 und MiG-23 verwendet wurde

Luftbildkamera AFA 39, bei der MiG-21 optional an Stelle des rechten Landescheinwerfers in der Tragfläche installierbar

1953 umriss die Militärführung der Sowjetunion die Spezifikation für ein neues Jagdflugzeug, das mit Mach 2 (also doppelter Schallgeschwindigkeit) operieren sollte.
Das vom Experimental-Konstruktionsbüro Mikojan-Gurewitsch unter der Bezeichnung Je-1 geplante Flugzeug entsprach einem Pfeilflügelentwurf mit dem neuen Triebwerk R-11. Der Mikojan-Entwurf stand den Suchoi-Typen S-1 und T-1 gegenüber. Weil das Triebwerk noch nicht einsatzfähig war, wurde das Projekt so abgeändert, dass die Erprobung mit dem älteren Triebwerk RD-9B aus der MiG-19 beginnen konnte; dieses nun als Je-2 bezeichnete Flugzeug startete mit Georgi Mossolow am Steuerknüppel am 14. Februar 1955 zum Erstflug. Die Maschine war äußerst leicht. Ihre Konstruktionsmasse betrug lediglich 3687 Kilogramm, beim Start wog die Je-2 bis zu 5334 Kilogramm. Als reines Frontflugzeug sollte die Maschine mit drei Maschinenkanonen des Typs NR-30 ausgerüstet werden. Zudem war unter jeder Tragfläche die Mitnahme einer Kassette mit acht ARS-57 vorgesehen. Die Je-2 hatte ein Tragwerk mit 55 Grad Vorderkantenpfeilung, wovon ein Viertel der Kante mit automatischen Vorflügeln bestückt war, die insbesondere die Langsamflugeigenschaften verbesserten.
Mikojan wurde bei der Entwicklung des Flugzeuges erheblich vom Zentralen Aerohydrodynamischen Institut unterstützt. Aufgrund der gemeinsamen Forschungen baute man bei Mikojan die Je-4. Sie unterschied sich von der Je-2 ausschließlich durch die Deltatragflächen. Diese versprachen höhere Geschwindigkeiten bei geringerer Konstruktionsmasse, hielten diese Versprechen aber kaum. Erstaunlicherweise zeigte der anscheinend modernere Deltaflügel kaum bessere Flugleistungen als der Pfeilflügel der Je-2. Letztlich gewann der Deltaflügel nur wegen seiner geringeren Flächenbelastung, was im Kurvenkampf geringere Wendekreise ermöglichte. Dies sollte – entgegen den theoretischen Überlegungen über die zukünftige Art der Luftkämpfe – ein großer Vorteil der MiG-21 gegenüber ihren Gegnern werden, denn in Ost und West schätzte man die Entwicklung falsch ein: Höchstgeschwindigkeiten und Gipfelhöhen spielten tatsächlich kaum die erwartete Rolle, was insbesondere die US-Piloten in Vietnam schmerzlich erfahren mussten, als sie sich mit der auf große Kampf-Distanzen konzipierten Phantom II plötzlich im Kurvenkampf wiederfanden. Der Erstflug der Je-4 fand am 16. Juni 1955 statt. Während der Testflüge erreichte die Maschine, die von einem Tumanski RD-9E angetrieben wurde, eine Gipfelhöhe von 16.400 Metern und eine Höchstgeschwindigkeit von 1296 Kilometer pro Stunde. Diese Resultate enttäuschten die Ingenieure. Es wurde beschlossen, die Je-2 in kürzester Zeit zum Frontjäger Je-2A zu entwickeln. Auf gleicher Basis entstand die Je-5, die abermals das Pendant mit Deltatragwerk darstellte. Der so erhaltene Typ wurde mit einem Triebwerk AM-9E(I) ausgerüstet. Die vier Tanks fassten 1890 Liter Brennstoff. Die Ausrüstung der Je-5 glich der der späten MiG-19-Versionen. Der Funkentfernungsmesser SRD-1 arbeitete in Kopplung mit dem halbautomatischen Kreiselvisier ASP-5N. Der Funksprechverkehr wurde über eine UKW-Station mit der Bezeichnung RSIU-4 ermöglicht. Für die Navigation standen dem Piloten ein automatischer Radiokompass ARK-5 und der Markierungsfunkempfänger MRP-48P zur Verfügung. Als Heckwarnanlage wurde das System „Sirena 2“ verwendet. Am 17. Februar 1956 hob die Je-5 zum ersten Mal ab. Der Einbau zahlreicher neuer Systeme und des neuen Triebwerks erhöhte die Startmasse auf 6250 Kilogramm (Leermasse 4340 Kilogramm). Die Je-5 erreichte eine Gipfelhöhe von 18.000 Metern und eine Geschwindigkeit von 1900 Kilometer pro Stunde.
Mitte 1955 wurde auch die Je-4 überarbeitet. Der große, unter den Tragflügeln liegende Grenzschichtzaun wurde durch drei kleine auf den Tragflügeln ersetzt, zudem wurden Triebwerke der Typen RD-9E und RD-9I eingebaut. Dieses Flugzeug startete am 5. September 1956 zum Erstflug. Im weiteren Verlauf statteten die Entwickler die Je-4 mit einem um 57 Grad gepfeilten Deltatragwerk aus.
Die mit einem RD-11 ausgerüstete Je-5 absolvierte ihren Erstflug am 9. Januar 1956. Der Typ stieg in 1,6 Minuten auf 5000 Meter, flog 1970 Kilometer pro Stunde schnell und bis zu 17.650 Meter hoch. Zunächst war geplant, dieses Modell in die Serienfertigung zu überführen. Jedoch erreichte am 26. Mai 1956 Suchois T-3 eine Geschwindigkeit von 2100 Kilometer pro Stunde sowie eine Gipfelhöhe von 18.000 Metern und stieg in 2,3 Minuten auf 10.000 Meter. Hinzu kam, dass die T-3 mit Raketen bewaffnet war und ein Suchradar verwendete. Mikojan erprobte darauf ein neues Deltatragwerk, das Geschwindigkeiten von mehr als 2000 Kilometer pro Stunde ermöglichte und vernachlässigte zunächst die Ausrüstung des Typs mit Radar.
Nach Einschätzung der Ingenieure bestand die Möglichkeit eines kombinierten Antriebs aus Turbinenluftstrahl- und Raketentriebwerk. Deshalb begann die Entwicklung der Je-50. Äußerlich gab es kaum Unterschiede zur Je-2. Die Vorderkantenpfeilung betrug 55 Grad, die Vorflügel entfielen und die Grenzschichtzäune blieben erhalten. Die Tankanlage umfasste vier Tanks mit Kerosin für das Marschtriebwerk und weitere drei Tanks mit Brennstoff und Wasserstoffperoxid für das Raketentriebwerk. Die Reichweite sank dadurch auf 450 Kilometer. Ende 1955 wurde der erste Prototyp fertiggestellt, der am 9. Januar 1956 eingeflogen wurde. Am 8. Juni 1956 erfolgte der erste Flug unter Zuschaltung des Raketentriebwerkes. Bei einem der folgenden Flüge versagte das Marschtriebwerk, was den Piloten zu einer Außenlandung zwang, bei der der erste Prototyp zerstört wurde. Dieser Verlust verzögerte das Programm stark.
Der dritte Typ der Je-50-Reihe wurde um 1,2 Meter verlängert. Bei der Erprobung zerstörte eine Explosion das Heck des Flugzeugs. Der Pilot katapultierte sich aus den Trümmern der abstürzenden Maschine, starb aber wegen einer Fehlfunktion des Schleudersitzes. Danach überarbeiteten die Entwickler die gesamte Konzeption nach Sicherheitsaspekten. Die so entstandene Je-50A basierte auf der Je-2A. Sie verwendete das stärkere Triebwerk R-11 und den Beschleuniger S-155. Das Treibstoffsystem kam mit fünf Tanks aus. Der Rumpf wurde etwas dünner und der Tank für das Wasserstoffperoxid in das Seitenleitwerk verlegt. Das Werk Nr. 21 in Gorki produzierte einige Flugzeuge des Typs in einer Vorserie. Während der Truppenerprobung stellte sich endgültig heraus, dass der Mischantrieb das schlechtere Konzept war. Daraufhin wurde die Fertigung der Je-50 eingestellt.
Im Werk Nr. 21 in Gorki wurde auch die Je-2A als MiG-23 oder Flugzeug 63 gefertigt. 1958 richtete sich ein Großteil der Arbeiten auf diese Versionen aus. Die weiteren Entwicklungsarbeiten an der Je-2A wurden eingestellt. Die Je-5 wurde mit dem Triebwerk R-11 bestückt, das unter Nachbrennereinsatz 57,40 Kilonewton Schub abgab. Veränderungen bei der Ausrüstung, die den Einsatz von Luft-Luft-Raketen ermöglichte, und der Einbau eines mehrstufigen Diffusors sowie das modifizierte Triebwerk R-11F-300 ließen die Je-6 entstehen, die fast 30 Jahre lang in über 16 Modifikationen als MiG-21 produziert wurde. Im Mai 1958 verließ die erste Maschine des Typs die Werkshallen. Beim siebten Flug fiel in 18.000 Metern Höhe das Triebwerk aus. Die Je-6 schlug unweit des Flugfeldes auf und der Testpilot starb wenige Stunden später. Ebenfalls 1958 endete die Erprobung der Je-4 und Je-5. Die Flugzeuge dienten insbesondere noch als fliegende Laboratorien, auch für Trudelversuche. Zu diesem Zweck startete die Je-4 100, die Je-5 98 und die Je-2/Je-2A 250 mal.
Rostislaw Beljakow, der spätere Chef des OKB Mikojan, leitete die Arbeiten am zweiten Prototyp, der Je-6-2, deren Probeflüge am 15. September 1958 begannen. In dieser Zeit wurde in einer Höhe von 15.300 Metern Mach 1,97 (2100 Kilometer pro Stunde) erreicht. Die Je-6 stieg in 305 Sekunden auf ihre Gipfelhöhe von 20.700 Metern und konnte 1800 Kilometer weit fliegen. Im Notfall konnte der Pilot sich mit dem SK-Rettungssystem aus dem Flugzeug katapultieren. Die Cockpithaube schützte ihn dabei vor dem Fahrtwind. Die MiG-21 sollte in erster Linie für die Jagd eingesetzt werden. So wurde die Bewaffnung ausgelegt; sie bestand anfänglich aus zwei NR-30 mit je 30 Granatpatronen und zwei zielsuchenden infrarotgelenkten Raketen für den Luftkampf. Gegen Bodenziele standen zwei ungelenkte ARS-240, zwei Raketenbehälter UB-16-57U mit je 16 S-5M und S-5K sowie Freifallbomben FAB50 bis FAB500 zur Verfügung, jedoch fehlte eine Zielvorrichtung für Bodenziele.

## Serie

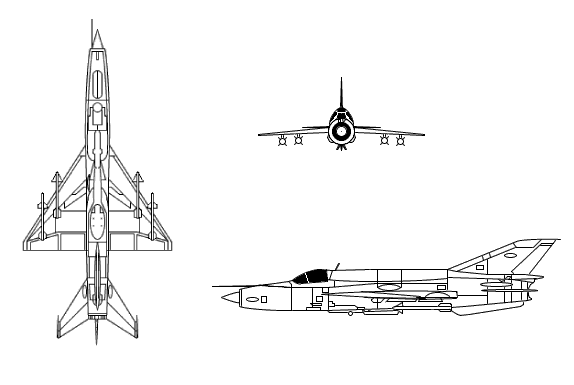
Dreiseitenriss

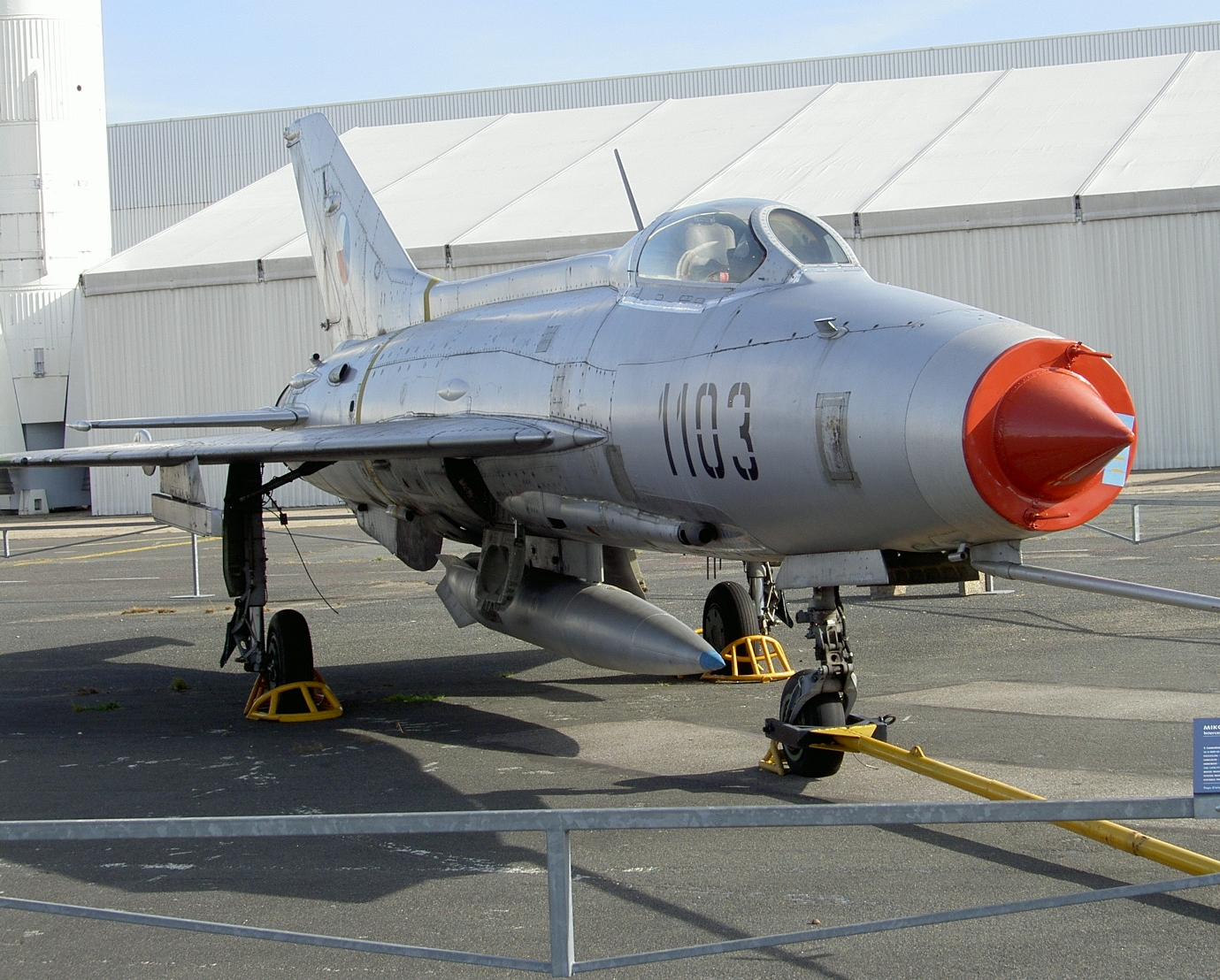
MiG-21F-13

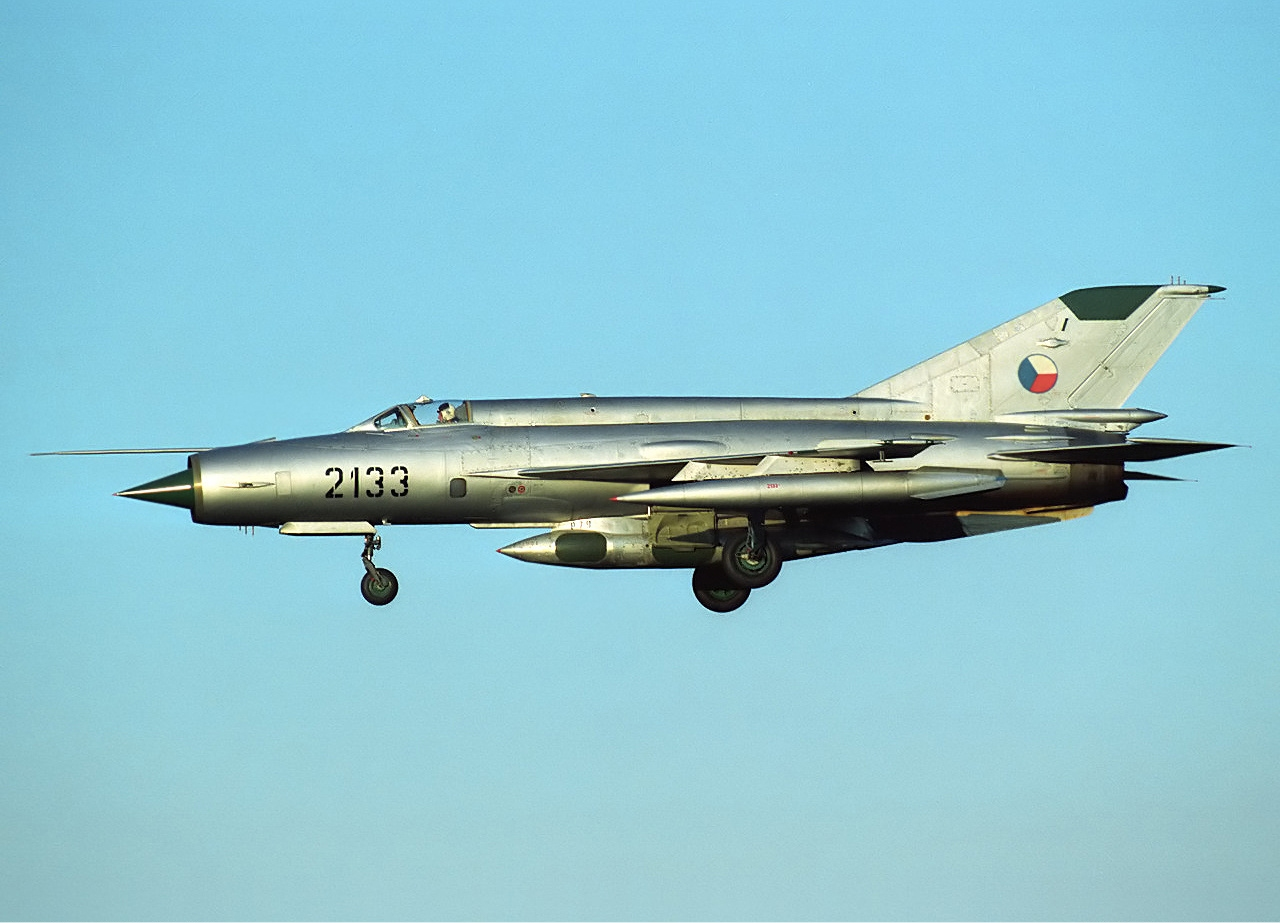
MiG-21R

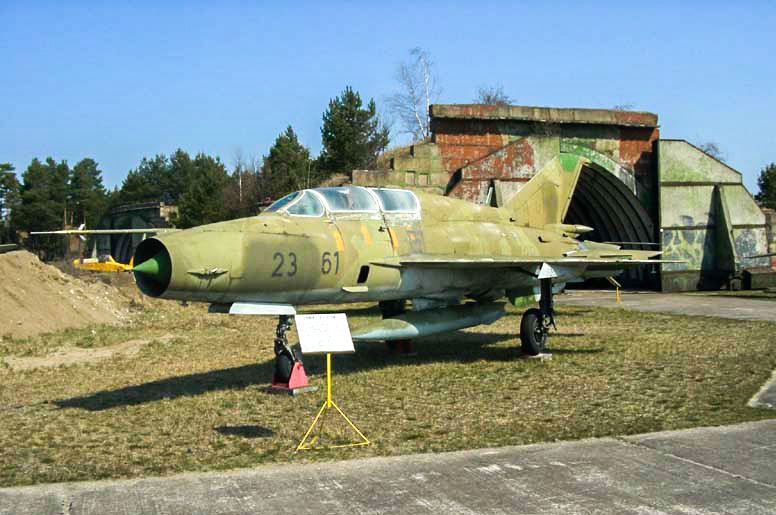
MiG-21UM der LSK/LV

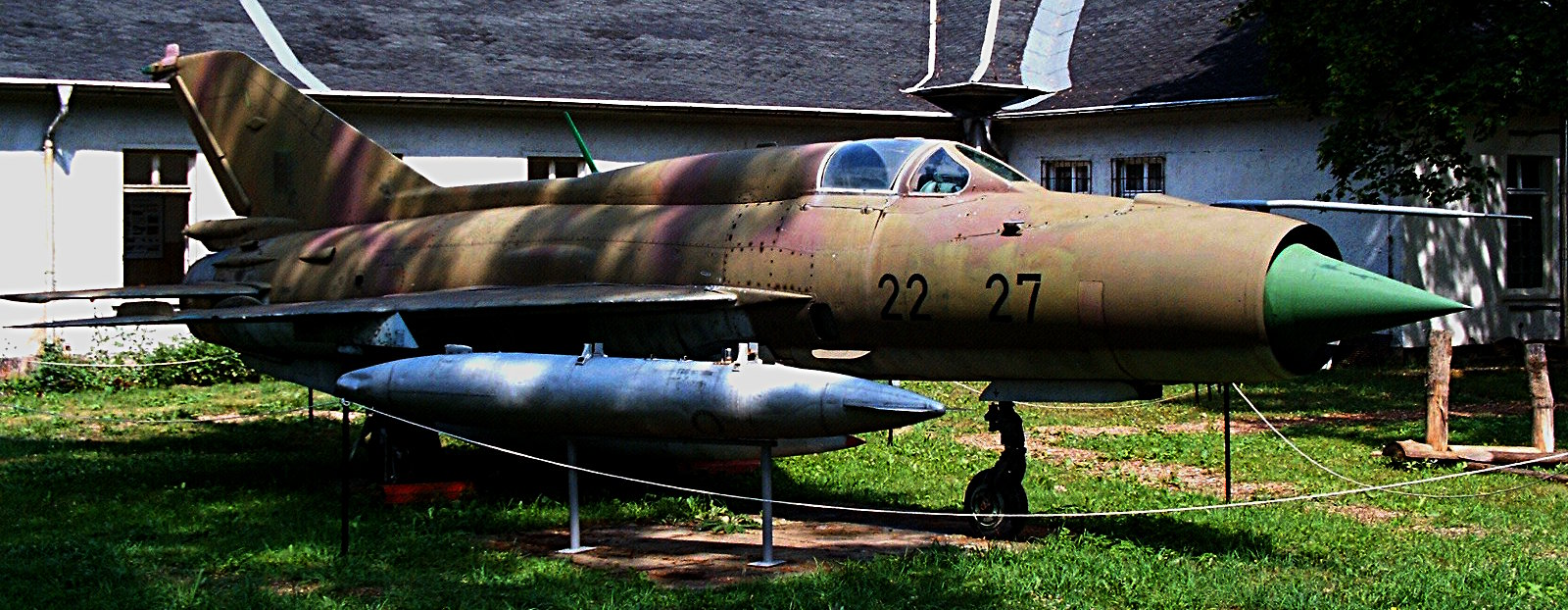
MiG-21SPS

MiG-21F mit NR-30 auf der linken Seite – hier die Verkleidung der NR-30

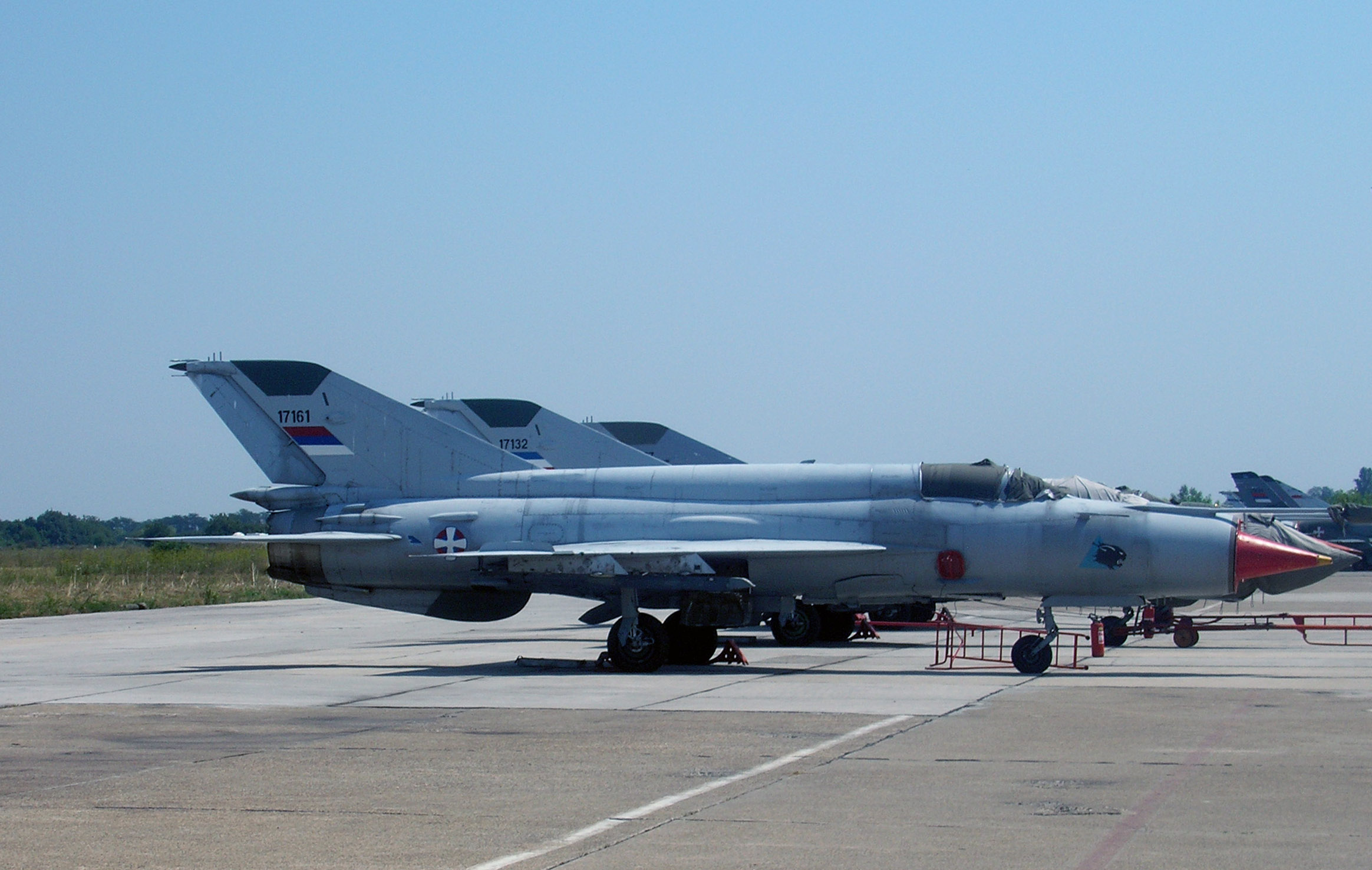
MiG-21bis

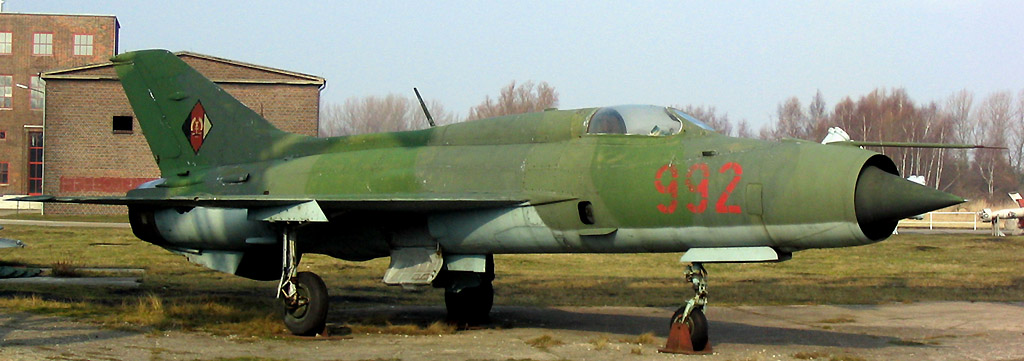
MiG-21PF

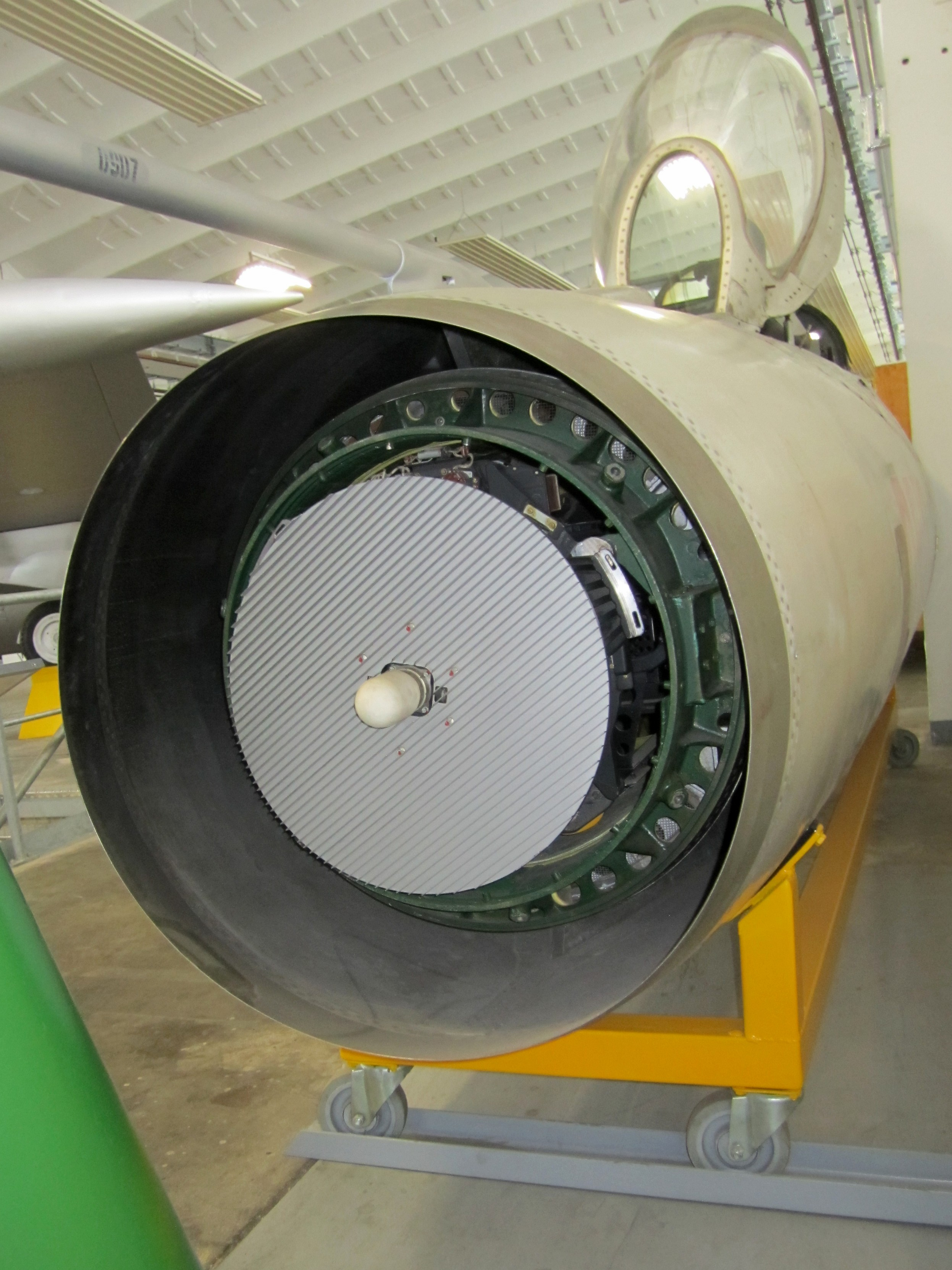
Funkmessvisier RP-21M: Strahler und beweglicher, polarisationsdrehender Sub-Reflektor – der feststehende Parabolreflektor wird von parallelen Drähten in der (hier entfernten) Kunststoff-Abdeckung gebildet

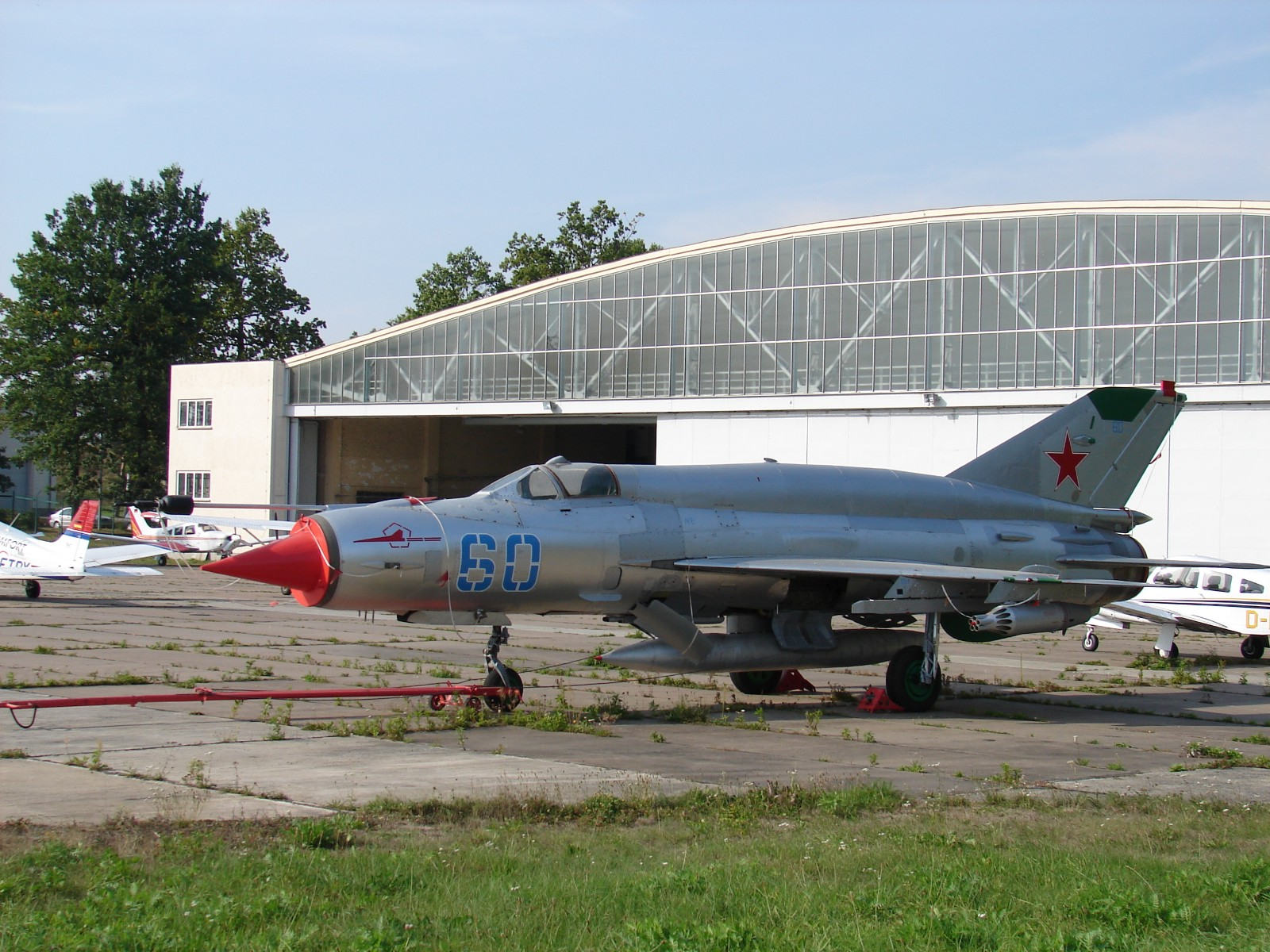
MiG-21SMT

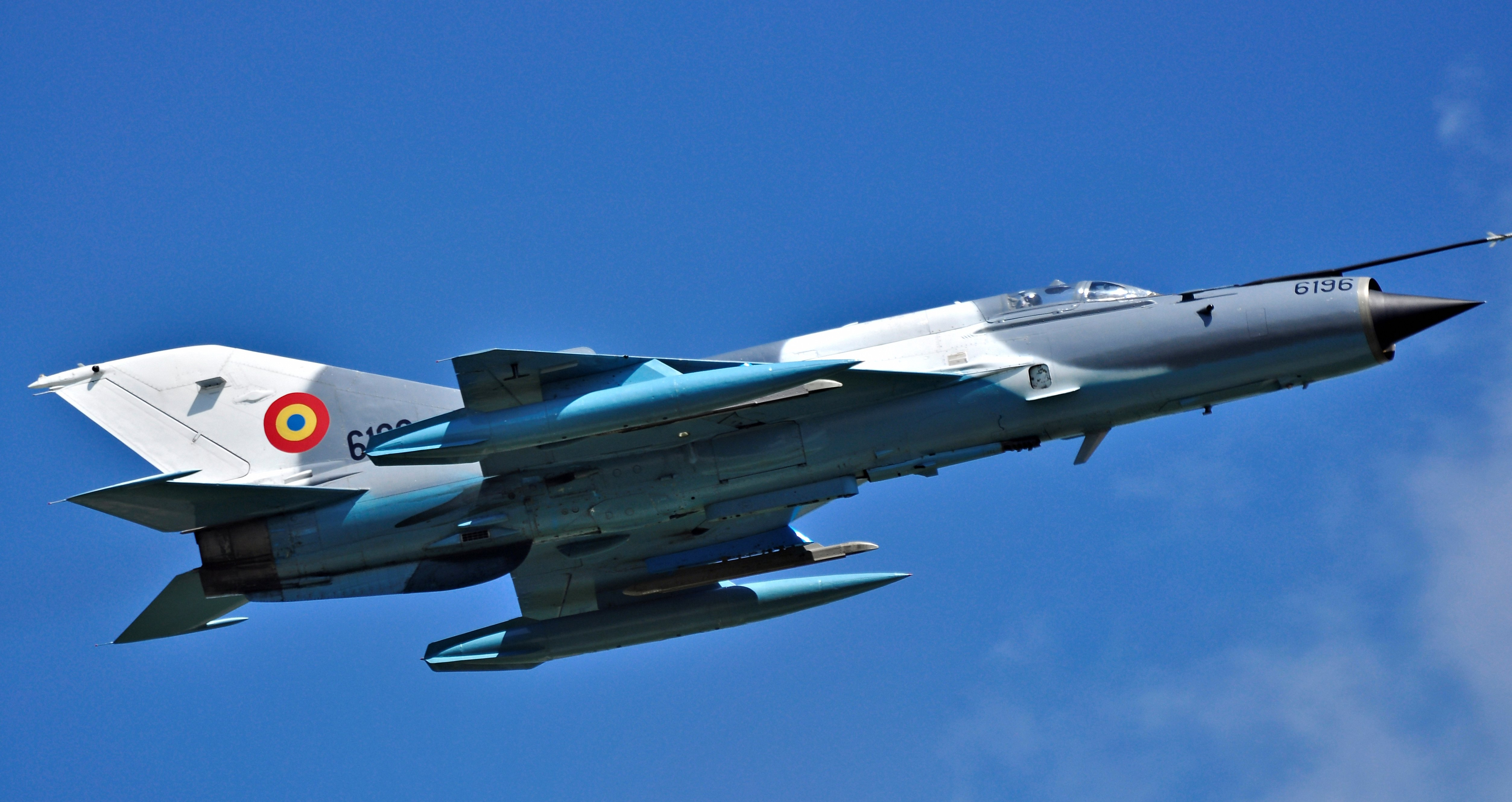
MiG-21 Lancer

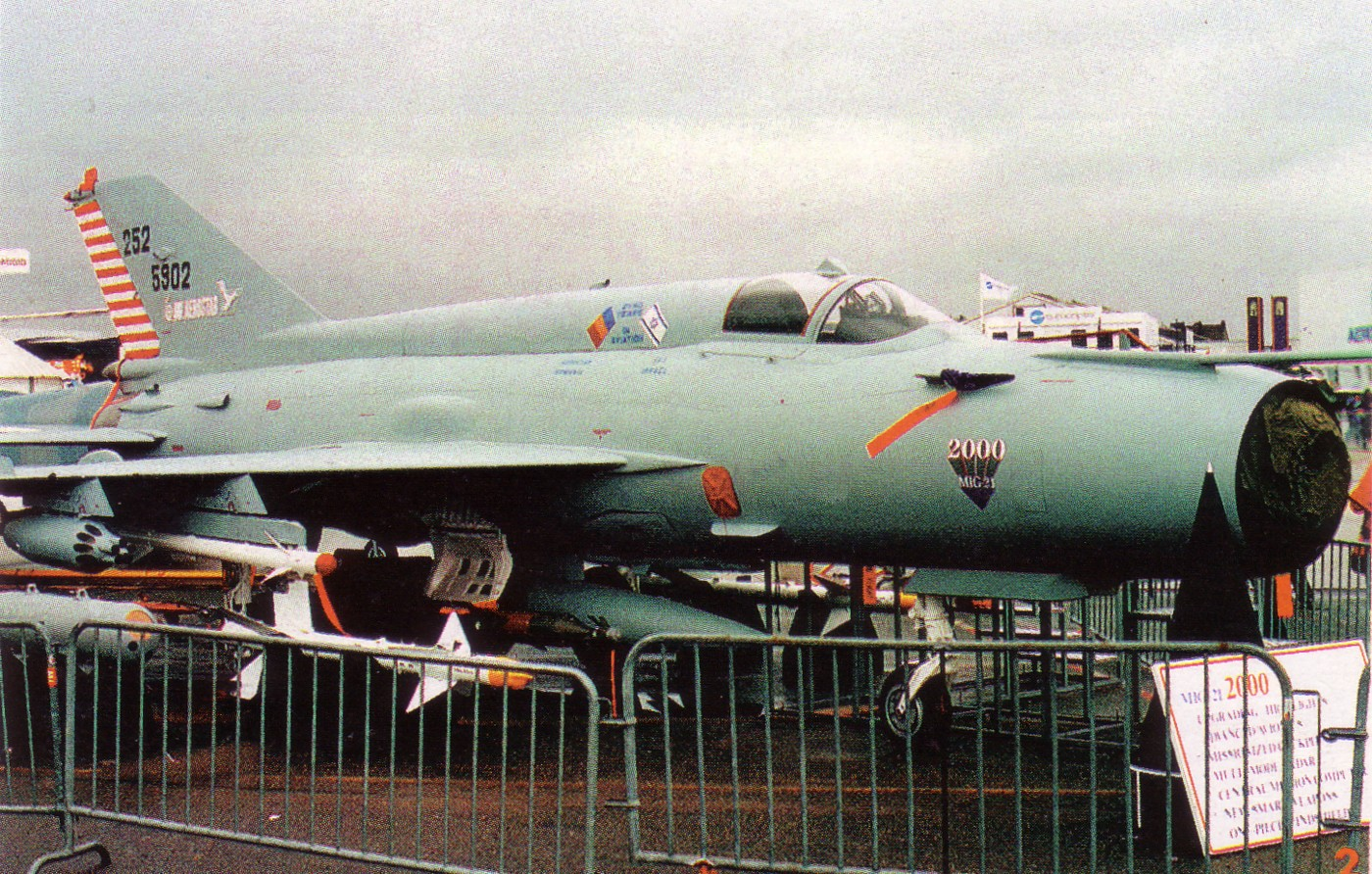
Modifizierte MiG-21 (MiG-21-2000)

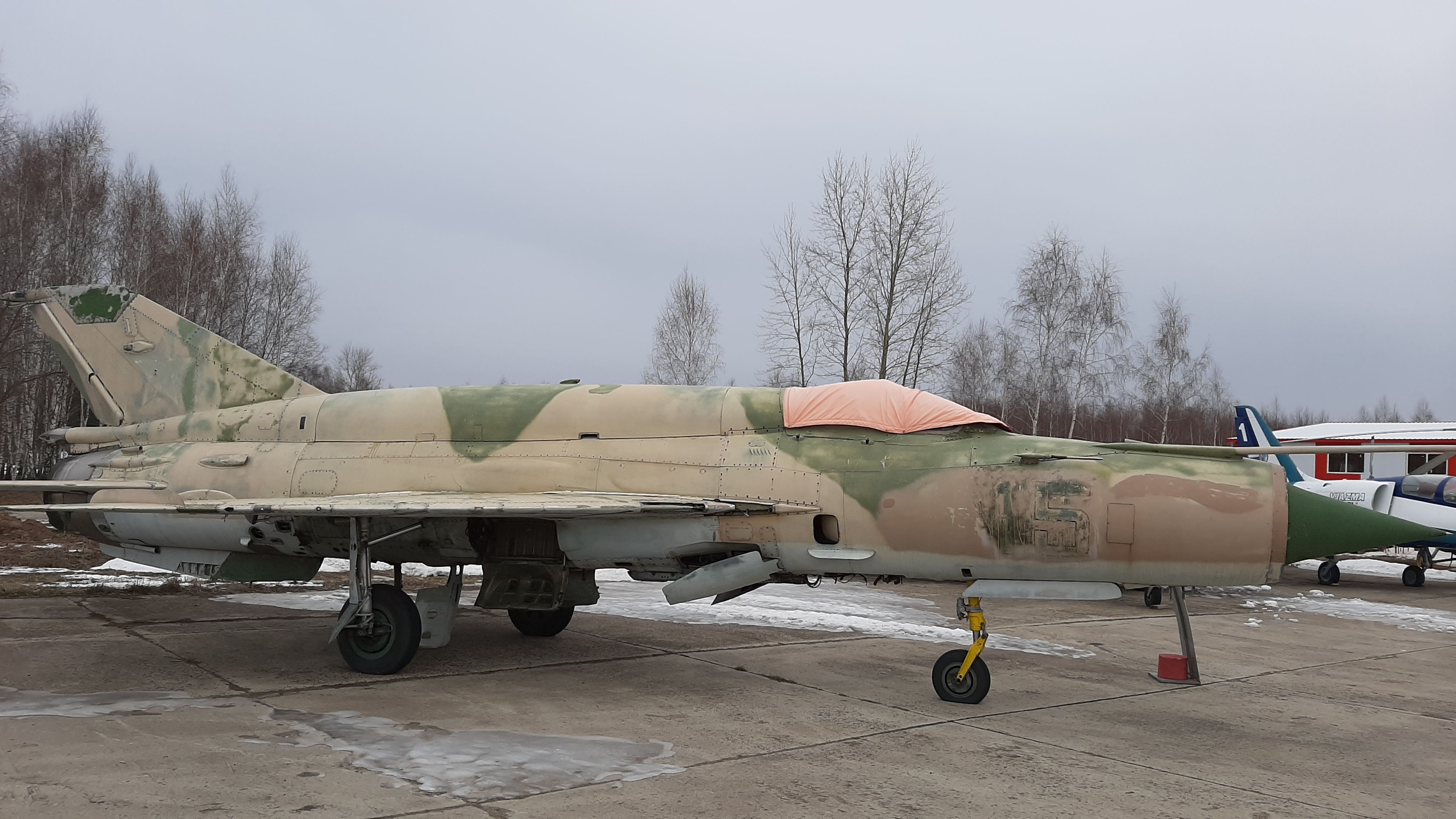
MiG-21MT, ausgestellt auf dem ehemaligen Flugplatz Oreschkowo bei Worotynsk

Mit der Werksbezeichnung Je-6T begann die offizielle Produktion der MiG-21. 1959 lieferte das Flugzeugwerk Nr. 21 in Gorki 30 Flugzeuge der Bezeichnung MiG-21F oder Flugzeug 72. Im folgenden Jahr waren es bereits 69 Flugzeuge. Mit dem Auslaufen dieses Produktionsloses wurde auf das Flugzeug 74 umgestellt, das auch als MiG-21F bezeichnet wurde und nur noch eine Kanone NR-30 besaß.
Bei der Je-6-2 veränderten die Entwickler die Pfeilung des Tragwerkes auf 57 Grad und erprobten das Anbringen der Raketen an den Tragflächenenden. Für die Serienfertigung wurde auf diese Änderungen verzichtet und 1960 das Flugzeug 74 durch die MiG-21F-13 abgelöst. Der Ausstoß in Gorki belief sich 1960 auf 132 Flugzeuge und steigerte sich 1961 auf 272, um 1962 mit 202 auszulaufen. Die Fertigung der „F-13“ wurde auch auf das Flugzeugwerk Nr. 30 „Snamja Truda“ in Moskau ausgeweitet. Dort wurde auch die Exportversion des Trainers MiG-21U produziert, das mit einem zweiten Cockpit in Tandemanordnung und dem Triebwerk R-11F-300 ausgerüstet war. Um Masse zu sparen, wurde die bei Mikojan als Je-6U-1 bezeichnete Maschine mit einem MG des Kalibers 12,7 mm statt der NR-30 ausgerüstet. Gleiches traf auf das Gerät 66 zu, das die Version für die Luftstreitkräfte der Sowjetunion war. Nach dem Jungfernflug am 17. Oktober 1960 begann das Flugzeugwerk Nr. 84 in Tbilissi 1962 mit der Serienproduktion.
Zu diesem Zeitpunkt begann die Weiterentwicklung der MiG-21. Mit der Je-6T-3 startete eine Version mit vollschwenkbaren Canards. Für die Serienfertigung wurde dieses Muster nicht vorbereitet, jedoch fanden die Erkenntnisse bei der Entwicklung der Mikojan-Gurewitsch Je-8 Verwendung. Georgi Mossolow brach am 31. Oktober 1959 mit einer als Je-66 bezeichneten Maschine den Geschwindigkeitsweltrekord einer Lockheed F-104 mit 2388 Kilometer pro Stunde. Ein weiterer Rekord der F-104 wurde mit einer dynamischen Gipfelhöhe von 34 714 Metern überboten. Weitere Versuche mit der Je-6W folgten, mit der besonders das Fliegen mit extremen Anstellwinkeln untersucht wurde. Diese Version besaß ein Stützrad an der Kielflosse. Die Praxis zeigte, dass sich bei möglichen Anstellwinkeln von elf Grad die Sicht des Piloten verschlechterte und das Flugzeug nur eine mäßige Längsstabilität aufwies. Daraufhin wurde ein neues System verwendet, bei dem die Umströmung der Klappen mittels Zapfluft aus dem Triebwerk verstärkt wurde.
Bereits mit Beginn der Serienfertigung der MiG-21F-13 begann die Entwicklung eines Allwetterjägers mit Radar. Die bei Mikojan als Je-7 bezeichnete Maschine erhielt ein Funkmessvisier des Typs RP-21 erst ab der MiG-21P und -PF, was richtig ist, denn das „P“ bedeutet перехватчик (= Abfangjäger), das den Radar-Entfernungsmesser SRD-5M Kwant der MiG-21F-13 ersetzte. Der erste von drei Prototypen der späteren MiG-21P flog 1958. Im Januar 1960 folgte die Je-7-2. Äußerlich war der Typ durch seinen größeren Bugdurchmesser mit dem voluminöseren Stoßwellendiffusor zu erkennen. Die Kanonenbewaffnung entfiel und Luftziele konnten nur noch durch zwei infrarotgelenkte Raketen bekämpft werden. Mit der MiG-21P konnte der Pilot das Ziel bis zu einem gewissen Grad selbst ausfindig machen und verfolgen. Parallel bestand die Möglichkeit, den Jäger vom Boden aus an das Ziel heranzuführen. Dazu verfügte die MiG-21P über die Kommandoanlage ARL-S („Lasur“), die Teil des Kommandosystems Wosduch-1 war. Die Je-7-3 wog am Start mit vollen internen Tanks 7400 Kilogramm. Die Flugerprobung zeigte, dass die Leistungen in etwa denen der F-13 entsprachen, jedoch verschlechterte sich die Wendefähigkeit und die Radaranlage arbeitete unzuverlässig. 1962 entstand die Je-7-4, die mit dem Triebwerk R-11F2-300 ausgerüstet wurde. Sie wurde im August und September 1962 getestet. In dieser Version wurde auch ein überarbeitetes Treibstoffsystem und zur Verbesserung der Längsstabilität eine größere Kielflosse am Heck eingesetzt. Nachdem die Erprobung absolviert worden war, löste die MiG-21PF („F“ форсирование = Beschleunigung → Nachbrenner), auch Gerät 76 genannt, in Moskau und Gorki die MiG-21F-13 in der Serienproduktion ab. Noch im selben Jahr begann die Auslieferung an die Truppe. 1964 folgte die Exportversion MiG-21PF für die DDR und die VR Polen, die den Typ als Ersatz für ihre MiG-17PF und MiG-19PM beschafften. Die MiG-21PF-W wurde in einer tropentauglichen Version an Vietnam geliefert.
Ab der 15. Serie erhielt die MiG-21PF das verbesserte Funkmessvisier RP-21M und das vergrößerte Seitenleitwerk mit dem Behälter für den Bremsschirm. Die Bezeichnung für die Truppe lautete MiG-21PFM-SPS oder MiG-21PFMS.(„M“ модернизация = Modernisierung). Die stetige Weiterentwicklung des Flugzeuges führte zum Einbau des Systems „SPS“, das die Klappen mit Zapfluft des Triebwerkes anblies und deren Wirkung erhöhte. Dadurch konnten die mechanisch aufwändigen Fowlerklappen durch einfache Wölbklappen ersetzt werden. Der so entstandene Typ besaß die Bezeichnung Je-7SPS und wurde als MiG-21PFS, auch MiG-21PF-SPS, für die Verbände der sowjetischen Luftstreitkräfte und der Luftverteidigung (PWO) produziert. Indien importierte die Exportversion MiG-21FL.
Auf Basis der MiG-21PFS entstand der Trainer MiG-21US mit dem System SPS (System der Grenzschichtbeeinflussung). Er wurde auch als Erzeugnis 68, die Exportversion als Erzeugnis 68A, bezeichnet und verwendete das Triebwerk R-11F2S-300. Die Rettungssysteme waren bereits Standard KM-1 und die Treibstoffkapazität betrug 2450 Liter. 1971 wurde dieser Typ durch die MiG-21UM, auch Erzeugnis 69 genannt, mit Autopilot AP-155 und halbautomatischen Kreiselvisier ASP-PFD-21 ersetzt. Die Variante UM besaß ein Periskop für den Fluglehrer, da seine Sicht vom hinteren Sitz sehr eingeschränkt war.
Dem Erzeugnis (изделие)77 folgte das Erzeugnis 94, das ebenfalls das verbesserte RP-21M erhielt. Das Rettungssystem „KS“ wurde durch das KM-1 ersetzt. Dieses zog unter anderem auch ein neues zweiteiliges, rechts angeschlagenes Kabinendach nach sich. Die Ausrüstung wurde auf die Heckwarnanlage „Sirena 3M“ und Aufhängungen für den Raketenbeschleuniger SPRD-99 aufgerüstet. Als Visier kam das bewährte starre Kollimatorvisier PKI (wie auch in der PF) zum Einsatz. Aufgrund der Luftkriegsauswertung des Vietnamkrieges wurde ersichtlich, dass es oftmals zum Manöverluftkampf/Dogfight kam und die fehlende Bordwaffe schmerzlich vermisst wurde. Kurzfristig wurde Abhilfe geschaffen mit dem Erzeugnis 94K. Bei dieser Modifikation konnte der Träger für den Rumpfzusatzbehälter abgebaut und in dreißig Minuten gegen eine Kanonengondel GP9-9000 für eine Bordwaffe GSch-23 getauscht werden. Der Kampfsatz betrug 200 Granatpatronen AM-23.
Mitte der 1960er Jahre begann das OKB Mikojan, auf der Basis der MiG-21PFM einen Aufklärer zu bauen. Äußerlich änderte sich das Flugzeug wenig. Nur an den Tragflächenenden wurden Behälter angebracht, die einen Teil der Aufklärungssensorik aufnahmen. An der Außenlaststation unter dem Rumpf führte die als MiG-21R bezeichnete Maschine einen Aufklärungscontainer des Typs „R“ oder „D“ mit. Die geringe Reichweite der MiG-21 erforderte eine Ausrüstung der Aufklärungsversion mit zusätzlichen Treibstoffkapazitäten. Zu diesem Zweck verfügte die MiG-21R über vier Unterflügelpylone, von denen die äußeren je einen Zusatzbehälter je 490 Liter aufnehmen konnten, wenn die normalen BD3-60-21-Lastenträger gegen die „Sprit“-Träger ausgetauscht worden. Auch das Erzeugnis 94R konnte Waffen mitführen. Dazu gehörten zwei Raketen R-3S, Raketenbehälter UB-16-57U, zwei S-24 oder zwei Freifallbomben bis 500 kg. Produziert wurde die MiG-21R von 1965 bis 1971 in Gorki. Als Triebwerk diente das R-11F2S-300. Eine spätere Version mit dem Triebwerk Tumanski R-13-300 wurde als MiG-21RF bezeichnet.
1964 stand mit dem Feuerleitkomplex „Saphir“ ein fortschrittlicheres System zur Zielbekämpfung bereit. Es beinhaltete das verbesserte Funkmessvisier RP-22. Das System wurde in eine Je-7 eingebaut. Die Serienfertigung dauerte von 1965 bis 1968. Zur Ausrüstung gehörten der Autopilot AP-155 und das Jägerleitgerät LASUR-M. Das Modell besaß keine Kanone, konnte aber eine Maschinenkanone des Typs Grjasew-Schipunow GSch-23 im Unterrumpfcontainer aufnehmen (Bezeichnung MiG-21S). Primäre Waffen zur Luftzielbekämpfung waren zwei Raketen der Typen R-3S. Angetrieben wurde die am Start bis zu 8150 Kilogramm schwere MiG-21S von einem Triebwerk Tumanski R-11F2S-300. Mit 2800 Litern Brennstoff betrug die Reichweite 1240 Kilometer, mit weiteren 800 Litern im Zusatztank waren es 1610 Kilometer. Die Höchstgeschwindigkeit in 13 000 Metern Höhe betrug 2230 und in Bodennähe 1300 Kilometer pro Stunde, die Gipfelhöhe betrug 18 000 Meter. In 8,5 Minuten stieg der Typ auf 17 500 Meter. Für die Staaten des Warschauer Pakts und andere prosowjetische Staaten existierte die Exportversion MiG-21M, die das ältere Radar RP-21MA verwendete und lediglich 2650 Liter Brennstoff mitführen konnte. Eine kaum bekannte Unterversion dieser MiG-21S war die Je-7N, die mit taktischen Kernwaffen bestückt werden konnte. Über eine Serienfertigung ist nichts bekannt.
1965 stand das Triebwerk R-13-300 von Tumanski zur Verfügung. Es basierte auf dem R-11 und stellt einen Technologiesprung dar. Es lieferte 64,9 Kilonewton Schub mit Nachbrenner und verbrauchte deutlich weniger Treibstoff als sein Vorgängermodell. Dieses Aggregat wurde in der Je-7SM eingebaut. 1968 ersetzte die MiG-21SM, auch Gerät 95M genannt, die MiG-21S in der Serienproduktion in Gorki. Wegen der zu geringen Bewaffnung wurde die Zahl der Unterflügelstationen auf vier erhöht. Die Bewaffnungspalette entsprach der der MiG-21S. Jedoch stieg die Startmasse auf 8300 Kilogramm und der Treibstoffvorrat sank auf 2650 Liter, was wegen des sparsameren Triebwerks nicht zu Lasten der Reichweite ging. Die Ausrüstung änderte sich gegenüber der Variante „S“ kaum. 1974 endete die Serienfertigung in Gorki. Für den Export stand die MiG-21MF (modernisiert, zweite Nachbrennerstufe, jedoch älteres Funkmessvisier RP-21MA), auch als Erzeugnis 96F bzw. 88 bekannt, zur Verfügung. Der Typ wurde in Moskau von 1970 bis 1974 und in Gorki von 1968 bis 1975 produziert.
Der Luftkrieg über Vietnam offenbarte Vor- und Nachteile der MiG-21. Als Hauptnachteil erwies sich die geringe Reichweite. Die leistungsschwache Elektronik wirkte sich nicht so gravierend aus, weil die Zielzuweisung vom Boden aus erfolgte. 1970 unternahmen Entwickler abermals den Versuch, die MiG-21 mit mehr Treibstoffvorrat auszurüsten. Durch eine sichtbare Verdickung des Gerätetunnels, der sich nun bis zum Behälter für den Bremsschirm hinzog, stieg die Brennstoffkapazität auf 3250 Liter, von denen jedoch nur 2950 Liter nutzbar waren. Diese Veränderungen wirkten sich negativ auf die Flugleistungen der MiG-21SMT aus und die Steiggeschwindigkeit lag nun für eine Höhe von 16 800 Metern bei neun Minuten. Die Höchstgeschwindigkeit sank auf 2175 Kilometer pro Stunde in 13 000 Metern Höhe. Die Reichweite erhöhte sich allerdings um 200 bis 250 Kilometer. Die 1971 begonnene Serienfertigung wurde 1972 wieder gestoppt, da die Veränderungen als ineffektiv eingestuft wurden. Die Luftfahrtindustrie bezeichnete den Typ als Gerät 50 und die Exportversion wurde als MiG-21MT bzw. Gerät 96T bezeichnet. Auch in dieser Exportversion wurde das ältere Funkmessvisier RP-21MA verbaut, es wurden jedoch nur 15 Exemplare gebaut, die nicht exportiert wurden. Als Triebwerk wurde das R-13-300 eingebaut.
Die MiG-21bis sollte die letzte MiG-21-Version werden. Bis zur Bereitstellung der neuen MiG-29 stellte sie als improvisiertes Gegenstück zu den neuen amerikanischen Flugzeugen wie der General Dynamics F-16 eine Zwischenlösung dar. Bei dieser Modernisierung standen Cockpitübersicht, Feuerkraft, Steiggeschwindigkeit und Wendegeschwindigkeit im Mittelpunkt. Die über das Cockpit verteilten Lämpchen und Schalter wurden übersichtlicher und ergonomischer angeordnet. Der Saphir-Komplex wurde mit dem Funkmessvisier RP-22SMA (Monopulsvisier) verbessert und die Bewaffnung auf neuere Raketentypen umgestellt. Die Rakete R-13M wurde ergänzt durch die neue Manöverluftkampfrakete R-60 mit der Startvorrichtung P-62-1M. Mit der Manöverluftkampfrakete R-60 mit Stabmantelgefechtsteil stand dem Piloten eine äußerst effektive und agile Waffe kurzer Reichweite zur Verfügung, die es bei früheren MiG-21 nicht gab. Ebenfalls neu war die funkmessgesteuerte Luft-Luft-Rakete R-3R (Erzeugnis 320) mit Startvorrichtung APU-13-U2.
Die Kanonenbewaffnung in Form der GSch-23L wurde in einer Lafette im Rumpf eingelassen (wie schon ab MiG-21M als Standard eingebaut): bei der GSch-23 ist der Kompensator am Rumpf befestigt, bei der GSch-23L an den Rohrenden. Der Munitionsvorrat betrug 250 Granaten. Das neue, auf Basis des R-13-300 entwickelte Triebwerk Tumanski R-25-300 steigerte die Flugleistungen nochmals. Das R-25-300 war gegenüber den Vorgängertriebwerken sparsamer und verfügte über eine zusätzliche Leistungsstufe des Nachbrenners, die ab Geschwindigkeiten von Mach 1,5 zum Tragen kam. Zusätzlich verfügte das Triebwerk über eine leistungssteigernde Stufe (meist „Sonderregime“ genannt) im Normalbetrieb, die mittels eines Schalters (also nicht regelbar) zugeschaltet werden konnte. Hierbei änderte sich nichts am Betrieb des Nachbrenners, sondern die Pumpleistung der Kraftstoffhauptpumpe NR-54 wurde erhöht. Diese zusätzliche Stufe, nutzbar bis 4000 Meter Flughöhe, erzeugte einen Schub von bis zu 71,0 Kilonewton, verbrauchte aber entsprechend viel Treibstoff. Diese Nachbrennerstufe war nur für den kurzzeitigen Einsatz konzipiert, sie durfte maximal drei Minuten ununterbrochen genutzt werden. Damit konnte die MiG-21bis mit 225 Metern pro Sekunde steigen. Die Wendegeschwindigkeit betrug 20 bis 22 Grad pro Sekunde. Die MiG-21bis wurde in zwei Versionen gefertigt, Werksbezeichnungen waren Gerät 75 und 78. Sie unterschieden sich durch den Einbau des Steuersystems SAU und des LASUR.
Die MiG-21 war ein kommerzieller Erfolg und steht noch in zahlreichen Staaten im aktiven Dienst. Anfang der 1990er Jahre stellten einige Luftfahrtfirmen, unter anderem die israelischen IAI (MiG-21 2000) und Elbit (MiG-21 LanceR), Modernisierungsprogramme vor. Diese führten zum Beispiel zur MiG-21 Lancer der rumänischen Luftwaffe und zur MiG 21 2000 für Sambia und Uganda. Damit sollte es möglich werden, die MiG-21 auch früherer Versionen bis ins 21. Jahrhundert im Dienst zu halten.
Die Firma Mikojan sah ihre Marktanteile bedroht. Eiligst wurde ein Modernisierungspaket entwickelt, das voll umgesetzt zur MiG-21I, auch MiG-21-93, führte und in Indien im Dienst steht. Die Umrüstungen betreffen die Triebwerksanlage, das Kraftstoff- und Hydrauliksystem, die Klimaanlage, das Feuerleit- und Kühlsystem sowie die Selbstverteidigungsanlagen. Kernstück bildet der Feuerleitkomplex „Kopjo“ (dt. Speer). Die Reichweite des Radars beträgt bis zu 100 Kilometer; der Waffenrechner ermöglicht die gleichzeitige Bekämpfung von zwei Zielen, wobei der Pilot die Ziele per Helmvisier zuweist. Das Vernichten von Zielen vor dem Erdhintergrund ist bis zu einer Höhe von 30 Metern möglich. Zur Bewaffnung gehören die Raketen R-60M (MK) R-27R, R-27T, R-77/RWW-AE und R-73. Gegen Flugabwehrraketen-Stellungen kann die Ch-31 abgefeuert werden. Auf den Tragflächen wurde am Rumpf eine Fackelwerferanlage BWP-30-26 zur Infrarot-Störung angebracht. Sie beinhaltet je 120 Geschosse mit einem Kaliber von 26 Millimetern. Das Triebwerk ist eine Modifikation des R-25-300. Auch das moderne Triebwerk RD-33 aus der MiG-29 kann eingebaut werden. Die Cockpitverglasung wurde so geändert, dass die Windschutzscheibe aus einem Stück besteht. Damit verbessert sich die Sicht des Piloten erheblich. Das Cockpit ist mit zwei Head-down- und einem Head-up-Display ausgestattet. Via Datalink sind die MiG-21I auch in Verbindung mit der MiG-31 zur flächendeckenden Luftraumüberwachung einsetzbar. 1992 wurde auf der Luftfahrtschau „Mosaero“ eine Variante mit Luft-Luft-Betankungsanlage gezeigt.

## Konstruktion
Der Rumpf der MiG-21 ist in Ganzmetall-Schalenbauweise ausgeführt. Das Flugzeug besitzt eine Druckkabine mit Schleudersitz. Am unteren Rumpf befinden sich im Bereich des Vorderflügels/Kabine zwei Luftbremsen/Luftklappen, eine dritte hinter dem Träger des Rumpf-Zusatzbehälters. War der Zusatzbehälter montiert, wurde diese Bremsklappe nicht benutzt. Bei der Landung kann ein im Heck untergebrachter Bremsschirm genutzt werden.
Das Flugzeug ist ein freitragender Delta-Mitteldecker. Kurz vor den Flügelspitzen befindet sich ein kleiner Grenzschichtzaun. Das Leitwerk ist stark gepfeilt. Es ist in freitragender Normalbauweise ausgeführt. Zusätzlich befindet sich eine Stabilisierungsflosse (Falschkiel) unter dem Rumpfheck.

## Experimentalflugzeuge

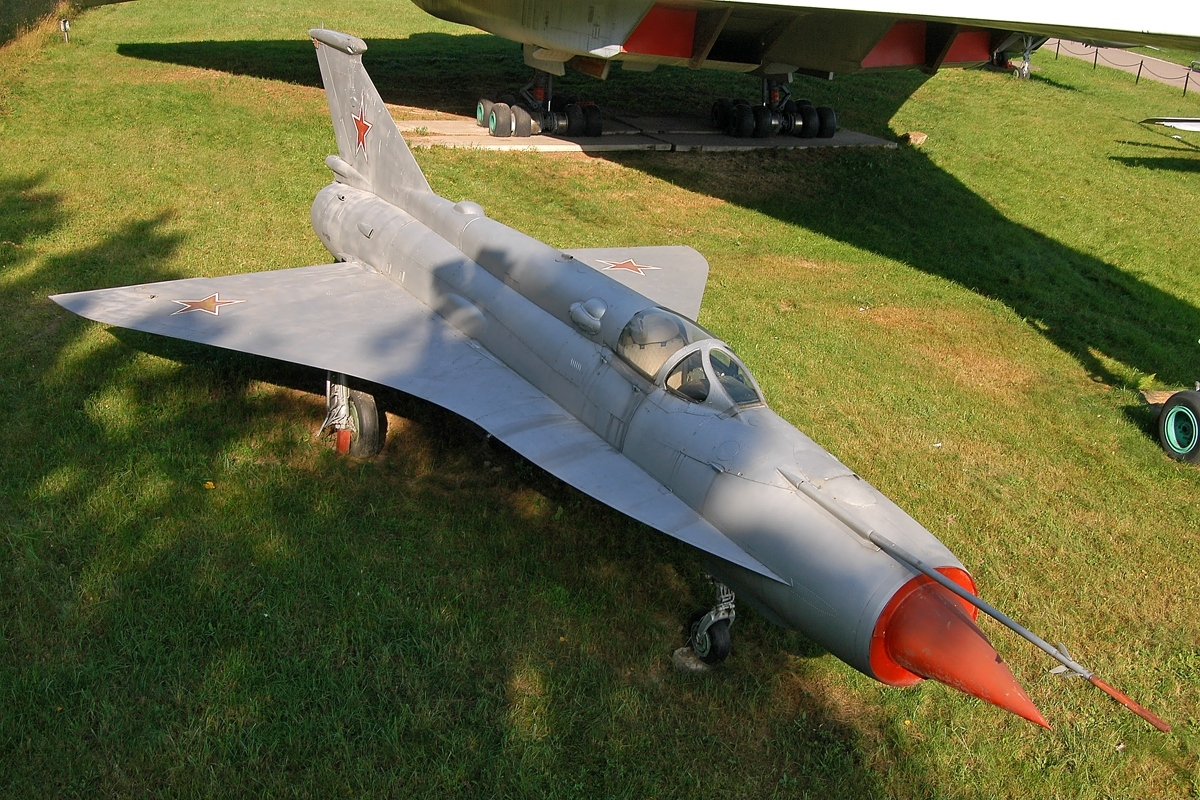
MiG-21I Analog in Monino

Zu den wichtigsten Experimentalflugzeugen gehörten die MiG-21I (auch MiG-21 „Analog“), die Mikojan zur Unterstützung des Tu-144-Programms baute, die MiG-21PD und die Mikojan-Gurewitsch Je-8.
Die MiG-21I oder „Analog“ oder „21-11“ wurde zur Erforschung des Flugverhaltens und der Luftströmungen an den geplanten Tragflächen der Tu-144 gebaut. Grundlage für die „Analog“ bildete eine serienmäßige MiG-21S. Es wurden zwei Stück gebaut. Die erste Maschine startete am 18. April 1968 mit Pilot Gudkow zum Erstflug. Die Erprobung dauerte bis 1969, obwohl die Tu-144 bereits am 31. Dezember 1968 ihren Jungfernflug absolvierte. Die „21-11“ erreichte 19.000 Meter Gipfelhöhe und Geschwindigkeiten bis zu Mach 2,05. Die beiden Prototypen unterschieden sich insbesondere durch ihre Tragflächen, die bei der „1“ eher einem Doppeldelta mit 78° bis 55° Vorderkantenpfeilung entsprachen. Die erste Maschine stürzte nach der Erprobung am 28. Juli 1970 bei einem in niedriger Höhe ohne Genehmigung durchgeführten Kunstflugmanöver durch Steuerfehler ab, der Pilot Wiktor Konstantinow kam ums Leben. Die zweite Maschine war erst Mitte 1969 fertiggestellt worden, sie wurde noch einige Zeit erprobt, diente auch der Einweisung zukünftiger Tu-144-Piloten und wurde später dem Moninoer Museum übergeben, wo sie noch heute neben einer Tu-144 steht. Auf Grund der geringeren Flächenbelastung war die MiG-21I deutlich agiler als die Serienausführungen. Einige Testpiloten waren von der Handhabung so begeistert, dass sie eine Serienproduktion vorschlugen.
Die „23-31“ oder auch MiG-21PD diente als Technologieträger für die MiG-23. Mit ihr sollte das Flugverhalten sowie Probleme und Vorteile vertikal eingebauter Hubtriebwerke erforscht werden. Um eine Neukonstruktion für diese ersten Tests zu vermeiden, wurde eine der Serienfertigung entnommene MiG-21PFM umgebaut. Hierzu wurde der Rumpf um 0,9 Meter gestreckt und in die Mitte zwei Kolessow-RD-36-35-Triebwerke eingebaut. Diese lieferten 23,5 Kilonewton Schub und bezogen ihre Luft durch einen Lufteintritt im Rücken der Maschine. Für den Marschflug sorgte ein R-11-Triebwerk. Der Erstflug fand am 16. Juni 1966 statt. Auf der Grundlage dieser Version entstand die „23-01“ mit Hubtriebwerken, die im April 1967 erstmals flog.
Ein reines Projekt blieb dagegen die Anfang der 1970er entworfene Schlachtfliegerausführung „21-32“ oder MiG-21Sch mit abgeflachtem Rumpfbug, seitlichen Lufteinlässen und auf 31,45 m² vergrößerte Flügelfläche mit geringerer Vorderkantenpfeilung. Einzelne Komponenten wie das Bugfahrwerk und eine Bordkanone GSch-23 sollten von der MiG-23B bzw. MiG-27 übernommen werden. Zugunsten dieser Typen erfolgte aber keine Umsetzung.

## Kriegseinsatz

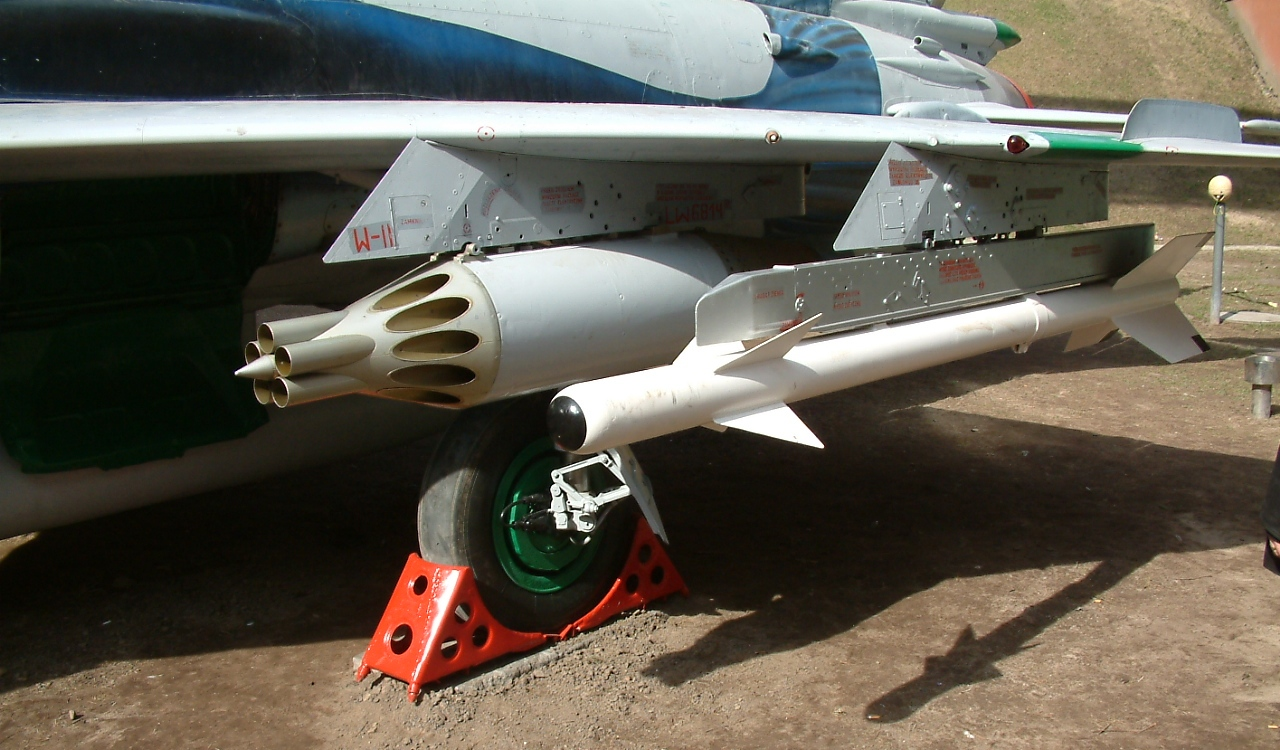
Eine R-3-Luft-Luft-Rakete und ein UB-16-Raketenbehälter an der Tragfläche einer MiG-21

Die verschiedenen MiG-21 wurden in zahlreichen lokalen Konflikten und Kriegen eingesetzt. In den Kämpfen Indiens mit Pakistan kam es dabei zu überraschenden Ergebnissen, als die indischen MiGs den pakistanischen F-104 erfolgreich nachsetzten und sie ausbeschleunigten. Hatte man bisher im Westen geglaubt, dass die F-104 zwar im Kurvenkampf kaum eine Chance haben würde, aber dank ihrer Flugleistungen einer MiG-21 würde entkommen können, zeigte sich hier, dass die MiGs die F-104 sogar einholen und abschießen können. Außerdem deutete sich an, dass auch zukünftige Luftkämpfe nicht bei Mach 2 und in der Stratosphäre stattfinden würden – ein Irrtum, den Ost und West erkennen mussten. Einen solchen Abschuss erzielte am 13. Dezember 1971 der indische Pilot Soni über die F-104A des Pakistani Middlecoat mit der im GP-9-Behälter installierten GSch-23-Kanone. Ein weiterer Abschuss gelang einem unbekannten indischen Piloten vier Tage später mit einer R-3S-Rakete. Der Starfighter-Pilot Samad Changezi kam beim Absturz ums Leben.
Wesentlichstes Beispiel ist sicherlich der Vietnamkrieg. In diesem Konflikt zeigten sich Vorteile und Mängel des Typs am deutlichsten, da man hier mit gut ausgebildeten Piloten rechnen konnte. Hauptwidersacher war die McDonnell Douglas F-4 Phantom II. Auf Grund der Tatsache, dass beide Seiten verfälschte Abschusszahlen bekanntgaben, ist nicht genau nachvollziehbar, welcher Typ dem anderen letztlich überlegen war. Sicher ist, dass die F-4 die leistungsfähigere Elektronik besaß, während die MiG-21 oberhalb von 6000 Metern viel wendiger war. Weitere Vorteile der MiG-21 bestanden in der besseren Sicht des Piloten, da er weniger eingebaut war, und im günstigeren Schub-Masse-Verhältnis. Daraus lässt sich ableiten, dass die MiG-21 der F-4 im Luftnahkampf überlegen war, während die F-4 auf große Entfernungen im Vorteil war. Besonders gravierend im Kurvenkampf (Dogfight) wirkte sich die Tatsache aus, dass der F-4 – zumindest in ihren frühen Varianten – jede Kanonenbewaffnung fehlte und sich Raketen damals unterhalb 2000 m Höhe als nahezu unbrauchbar erwiesen, da sie vor dem Erdschatten die Ziele nicht mehr fanden. Nach US-Angaben betrug das Abschussverhältnis 3:1 zugunsten der MiG-21. Das dürfte jedoch auch daran gelegen haben, dass Nordvietnam nie über mehr als 40 einsatzbereite MiG-21 verfügte und es somit für US-Flugzeuge kaum Ziele gab, umgekehrt sich aber den MiGs zum Teil hunderte Ziele gleichzeitig anboten und die Bodenleitung sie an die anscheinend einfachsten heranleiten konnte. Zudem muss man berücksichtigen, dass die Mehrzahl (ca. 2/3) der nordvietnamesischen Flugzeuge veraltete MiG-17 und MiG-19 waren. Diese waren zwar in den Leistungsdaten jedem US-Jagdflugzeug unterlegen, besaßen aber eine sehr starke Kanonenbewaffnung und große Wendigkeit. Da die Luftkämpfe nicht, wie in Ost und West erwartet, bei Überschall in großen Höhen stattfanden, konnte Nordvietnam auch diese alten Typen sehr effizient einsetzen. Die meisten Asse Nordvietnams flogen die MiG-17F. Die MiGs wurden, treu der sowjetischen Taktik, vom Boden geführt an die Ziele herangeleitet, welche am verwundbarsten erscheinen. Diese Gebundenheit an die Bodenleitung beschränkte ihren Einsatz zwar auf das eigene Territorium. Doch ihre Funktion der reinen Verteidigung konnten sie somit am effektivsten erfüllen, denn der dadurch mögliche Verzicht auf eigenes Radar und schwere Elektronik machte sie deutlich leichter und manövrierfähiger und so letztlich den schweren amerikanischen Flugzeugen überlegen, welche größere Tanks und umfangreiche Elektronik mitführen mussten.
Es war ein glücklicher Zufall für Nordvietnam, dass auch die verfügbaren MiG-21 zur Version MiG-21F-13 gehörten, welche noch eine starke 30-mm-Kanone besaß. Nach US-Angaben wurden 50 % aller Luftkämpfe im Nahluftkampf durch Bordwaffenbeschuss entschieden. Die kanonenlosen MiG-21PF kamen in Nordvietnam auf Grund der Erfahrungen aus den Luftkämpfen nicht zum Einsatz. Das Abschussverhältnis nach US-Angaben von 3:1 zu Gunsten der MiG-21 ist jedoch zu bezweifeln, da viele Abschüsse auch älteren MiGs zugestanden werden müssen, welche im realen Luftkampf bei Unterschallgeschwindigkeit nicht schlechter abschnitten als die moderneren MiG-21, von diesen aber im Unterschall-Luftkampf in niedrigen Höhen auf dem Radar der US-Flugzeuge kaum zu unterscheiden waren. Auch war die US Air Force schwerlich bereit, sich einzugestehen, dass derart alte Flugzeuge aus der Mitte der 1950er-Jahre dennoch so erfolgreich die US-amerikanischen vermeintlichen Hightech-Flieger abschossen.
In den Konflikten zwischen den arabischen Staaten und Israel unterstrichen die MiG-21 ihre Leistungsfähigkeit. Jedoch war hier der Ausbildungsstand der aufeinandertreffenden Piloten sehr unterschiedlich: die israelischen waren weit überlegen. Hinzu kommt jeweils die Ausrüstung der Maschinen. Wie in der vorstehenden Typenauflistung zu lesen ist, existierten zu jeder Variante des Flugzeuges jeweils schwächere Exportversionen. Diese Flugzeuge waren zwar nicht gravierend schlechter, wiesen aber eine weniger gute Auflösung des Radars, langsamere Rechengeschwindigkeit und ungenauere Zieleinrichtungen, weniger Brennstoffkapazität und gedrosselte Triebwerke auf, was den Kampfwert einschränkte. Nach israelischen Angaben wurden am 13. September 1973 in einem Luftkampf vor der syrischen Küste 13 syrische MiG-21 abgeschossen bei einem Verlust von nur einem israelischen Flugzeug vom Typ Mirage IIIC.

## Export
Die MiG-21 wurde in 43 Staaten exportiert. China, Indien und die Tschechoslowakei produzierten den Typ zudem in Lizenz. China entwickelte das Flugzeug bis in die 1990er-Jahre weiter und fertigt es noch immer in Serie. Die dort als J-7 typisierte Maschine rüstet einen großen Teil der chinesischen Jagdfliegerverbände aus. In Staaten, die nicht dem Warschauer Pakt angehörten und deren Verbindungen zum Westen Rüstungsbeziehungen zuließen, wurde die MiG-21 mit westlichen Waffen kombiniert.
Die MiG-21 wurde zu einem der in größten Stückzahlen gebauten Strahlflugzeuge der Welt und wurde in Staaten der ersten bis dritten Welt geflogen. Im Arsenal der US-Luftwaffe existieren MiG-21 unter der Bezeichnung YF-110. Ironischerweise trug die F-4 Phantom, Hauptgegner der MiG-21 in Vietnam, bei der USAF die ursprüngliche Bezeichnung F-110 Spectre.
1993 wurde das bislang jüngste Verbesserungsprogramm für die MiG-21 im Auftrag der indischen Luftwaffe aufgelegt. Es umfasst vor allem ein neues Radar und neue Waffensysteme, so dass der AMRAAM vergleichbare R-77 abgefeuert werden können. Der Umbau betraf eine Serie von 123 Maschinen.

## Nutzerstaaten
Aus: deAgostini: Aircraft – die Enzyklopädie der Luftfahrt; FliegerRevue Extra 21; FliegerRevue Extra 25; FliegerRevue Extra 34, ISSN 2195-1233.

### Aktuelle Nutzer
- Bangladesch: 1973 20 MiG-21MF sowie zwei MiG-2UM geliefert und auf Tezgaon stationiert, 1989 16 F-7M und vier FT-7, 1999 drei F-7MB/FT-7B, 2006 16 F-7BG/FT-7BG. 2022 36 aktiv.[4]
- Guinea: 1986 5–8 Einsitzer und 1 Doppelsitzer geliefert, 2004 Absturz eines Einsitzers, 2007 Absturz des Doppelsitzers. 3 noch aktiv.[4]
- Indien: Indien erhielt 1963 sechs und 1964 vier MiG-21F-13, die an die No 28 Squadron gingen. Insgesamt wurden bis zu 48 MiG-21F-13 geliefert. 1968 erfolgten erste Außerdienststellungen. 1964 kamen zwei MiG-21PF (als Baumuster für die Produktion bei HAL), 1965 18 MiG-21U, von 1967 bis 1973 195 MiG-21FL von HAL, 1973 zwei MiG-21M (Baumuster für HAL), von 1973 bis 1981 158 MiG-21M (von HAL in Lizenz gefertigt), ab 1977 75 MiG-21bis und von 1977 bis 1984 220 MiG-21bis von HAL hinzu. Weiterhin wurden 80 bis 90 Doppelsitzer beschafft. 1994/95 folgten grundüberholte MiG-21U-440 und U-600 aus Ungarn und 2003 19 gebrauchte MiG-21UM aus Kirgisien. Ab 2001 erfolgte die Modernisierung der MiG-21bis zu MiG-21bis UPG „Bison“ (bei No. 3/4/21/23/32/51 und Teil der 35 Squadron). Von 1988 bis 1998 gab es 160 Verluste. Etwa 200 waren 1998 noch im Bestand, die durch HAL Tejas und ein neues MMRCA (Medium Multi-Role Combat Aircraft) ersetzt werden sollten. Am 11. Dezember 2013 stellte Indien seine MiG-21FL außer Dienst.[14] Im September 2023 waren noch rund 50 modernisierte MiG-21 Bison im Dienst, doch zahlreiche gingen in den Jahren zuvor durch Unfälle verloren. Alleine 2021 waren es mehr als ein halbes Dutzend. Der verspätete Nachfolger Tejas soll bis spätestens 2025 die Rolle der MiG-21 übernehmen, aber ob letztere bis dahin noch in Dienst bleiben werden, wurde bezweifelt.[15] Im Juli 2025 wurde bekanntgegeben, die verbliebenen MiG-21 bis zum 19. September desselben Jahres auszumustern.[16]
- Jemen: ca. 70 MiG-21F/MF/bis geliefert, die MiG-21 wird heute von der jemenitischen Luftwaffe eingesetzt. 2022 19 aktiv.[4]
- Kuba: 1962 Beginn der Lieferung von 30 MiG-21F-13 aus der Sowjetunion, 1966 40 MiG-21PFMA und MiG-21U, 1968 MiG-21M/R/US, 1972–1974 35 MiG-21MF und 18 MiG-21UM, 1976–1980 80 MiG-21bis, stationiert auf den Basen Camagüey, Guantanamo los Canos, Moa, Playa Baracoa, San Antonio de los Baños, Sancti Spíritus und Santa Clara. 2022 11 aktiv.[4]
- Libyen: 1974 400 MiG-21 von der UdSSR angeboten, nur 64 MiG-21bis und MiG-21UM bestellt, zur Ausbildung palästinensischer, jemenitischer und sudanesischer Piloten genutzt, einige Maschinen an Syrien, im Krieg gegen den Tschad eingesetzt. 2022 12 aktiv.[4]
- Mosambik: 1984/85 40 MiG-21bis und 6 MiG-21UM geliefert und in Beira, Maputo, Nacala und Nampula stationiert, 8 Maschinen 2013/2014 von Aerostar in Rumänien modernisiert.[17] 2022 8 aktiv.[4]
- Myanmar: 1991 10 J-7B und 2 JT-7 aus China, stationiert auf der Basis Hmawbi und Mingaladon, später weitere Lieferungen von bis zu 42 J/JT-7. 2022 21 aktiv.[4]
- Namibia: 2005 2 MiG-21bis und 1 MiG-21UM, frühere kambodschanische MiG-21, von IAI überholt, 2006 2 JT-7NG und 2008 6 oder 12 J-7NM aus China. 2022 6 aktiv.[4]
- Nordkorea: Luftstreitkräfte; seit Mitte der 1960er Jahre zwischen 150 und 200 MiG-21F/FM, 30 MiG-21 aus Kasachstan, weitere J-7 aus China. 2022 120 F-7 und 25 MiG-21 aktiv.[4]
- Pakistan: ab 1988 Lieferung von bis zu 80 J-7P und 15 JT-7P, stationiert bei No. 2 Squadron (Masroor), No. 18 und 19 (Mianwali) und No. 20 (Rafiqui), ab 2001 Lieferung von 57 J-7PG und neun JT-7PG an No. 17 und No. 23 Squadron in Samungli und No. 20, die Flugzeuge sind mit westlicher Avionik und westlichen Waffensystemen ausgestattet. 2022 135 aktiv.[4]
- Simbabwe: 1986 12 J-7B und 1991 2 JT-7BZ aus China, auf der Gweru-Thornhill Air Base stationiert. 2022 7 aktiv.[4]
- Sri Lanka: 4 J-7II beschafft und bei No. 5 Squadron auf der Basis Katunayake stationiert. 2022 5 aktiv.[4]
- Sudan: 16 MiG-21PFM wurden geliefert. 2022 4 MiG-21 und 20 F-7 aktiv.[4]
- Syrien: über 225 MiG-21PF/MF/bis beschafft. 2022 51 aktiv.[4]
- Tansania: 1974 14 MiG-21MF und 2 MiG-21UM aus der SU geliefert und zuerst in Ngerengere, später in Mwanza stationiert, im Uganda-Tansania-Krieg eingesetzt, dabei 3 Maschinen verloren und mehrere erbeutet. 2022 11 aktiv.[4]
- Volksrepublik China: 2022 388 im Bestand.[4]

### Ehemalige Nutzer
- Afghanistan: Vor dem sowjetischen Einmarsch ab Ende 1979 wurden ca. 30 MiG-21PFM/U, während des Krieges ca. 80 MiG-21bis/UM/R geliefert. 1998 wurde geschätzt, dass die Taliban über 50 MiG-21bis und zehn MiG-21UM und die Nordallianz über 35 MiG-21bis verfügten. Eine MiG-21 stürzte bei einem Übungsflug zu den Feiern zum Sturz des kommunistischen Regimes ab. Seitdem flog in Afghanistan keine MiG-21 mehr.
- Ägypten: Die Luftstreitkräfte der vereinigten arabischen Republik (Al Quwwat al Jawwiya al Gomhouriya al Arabiye) erhielten die MiG-21 ab Anfang der 1960er-Jahre.[18] Bei Beginn des Sechstagekrieges 1967 waren 163 Flugzeuge der Versionen F-13 und PF/FL im Bestand Ägyptens; die meisten davon wurden aber beim Überraschungsangriff Israels am 5. Juni am Boden zerstört. Auch in der Luft gab es während des Krieges und auch während der nachfolgenden Monate Verluste. So fand am 11. September 1970 ein größeres Zusammentreffen von MiG-21 mit israelischen Kampfflugzeugen statt, bei dem die Israelis sieben MiG-21 bei nur einem Eigenverlust – eine Mirage III – abschossen. Auch sowjetische Piloten flogen in ägyptischen Maschinen Kampfeinsätze. Sie beschränkten sich meist auf die Deckung der Starts und Landungen von MiG-25-Aufklärern, die von der Sinai-Halbinsel ab März 1971 operierten. Als am 30. Juli fünf MiG-21 mit ägyptischen Kennzeichen, aber sowjetischen Piloten abgeschossen wurden, wurden von Seiten Israels diese Piloten als „Ägypter“ bezeichnet.[19]

Nach Ende des Sechs-Tage-Krieges ersetzte Ägypten seine Verluste durch die neueren MiG-21PFM, die später durch die Versionen M und MF ergänzt wurden. Die ebenfalls beschafften Aufklärer MiG-21R modifizierte man durch Verlegung der Kameraausrüstung vom externen Behälter ins Rumpfinnere zur Version RF. Die ČSSR lieferte zusätzlich 26 als S-106 bezeichnete Lizenzbauten der MiG-21F-13. Insgesamt hatte die ägyptische Luftwaffe vor Beginn des Jom-Kippur-Krieges 1973 etwa 200 MiG-21, deren Zahl nach Beginn der Kampfhandlungen drastisch abnahm. Genauere Verlustzahlen sind nicht bekannt; die Angaben von westlicher, östlicher und arabischer Seite wichen stark voneinander ab.
Während der anschließenden israelisch-ägyptischen Annäherung und der daraus resultierenden Kämpfe zwischen Libyen und Ägypten 1977 erzielten die ägyptischen Piloten mehrere Luftsiege gegen einfliegende libysche Verbände; sie verloren bei weiteren Kämpfen mindestens eine MiG-21 durch Mirage 5. 1979 schoss eine ägyptische MiG-21 eine libysche MiG-23 ab.
Ab Anfang der 1980er-Jahre führte Ägypten regelmäßige Modernisierungsmaßnahmen seines MiG-21-Bestandes mit westlicher Technik durch. Die nötigen Wartungs- und Instandsetzungsarbeiten wurden im Ausland durchgeführt, der größte Teil erfolgte bis 1990 in der Flugzeugwerft Dresden. Noch bis 2008 wurden und werden die ägyptischen MiG-21 im Ausland, speziell Tschechien, Rumänien und der Ukraine gewartet, so dass Ägypten – die chinesische Version F-7 eingeschlossen – noch über einen Bestand von etwa 100 Flugzeugen der Versionen RF, MF und UM verfügen dürfte. 2022 keine im Inventar.
- Albanien: Die Luftstreitkräfte Albaniens (Forcat Ushtarake Ajrore Shqipetare) hatten zwar keine MiG-21 in ihrem Bestand, allerdings lieferte die Bundesrepublik Deutschland zum Anfang der 1990er-Jahre mehrere Tumanski-R-11F-, R-11F-2-S- und R-11F-2-SK-Triebwerke aus Beständen der aufgelösten NVA für die zehn (zwölf?) 1970 von China gelieferten F-7A, deren Antriebe durch die lange Betriebszeit sehr gelitten hatten. Stationiert waren sie erst in Tirana, dann ab 1974 beim 5646. Regiment in Gjadër und ab 2002 auf dem Flughafen Tirana. Nachdem die albanische Regierung 2005 die Abschaffung aller Flächenflugzeuge der Luftstreitkräfte beschlossen hatte, wurden 2006 sämtliche F-7A stillgelegt und mit der Verschrottung begonnen.[20]
- Algerien: Die Luftstreitkräfte Algeriens, damals ein prosowjetisches Land, erhielten ab 1965 37 MiG-21 F-13.[21] Die meisten gingen während des Sechstagekrieges verloren. Israel konnte fünf Stück erbeuten, die versehentlich auf einem von israelischen Truppen eroberten Flugplatz landeten. Sie wurden in Israel und den USA eingehenden Tests unterzogen. Wahrscheinlich wurden später auch FL, PFM, R, M und MF an die QJJ geliefert. Etwa 1976/77 wurde die Flotte noch durch MiG-21bis und zweisitzige UM erweitert. In Hochzeiten waren etwa 120 Flugzeuge einsatzbereit. Ab Mitte der 1990er-Jahre wurde die MiG-21 durch MiG-29 beziehungsweise später durch Su-30 ersetzt, wobei einige Flugzeuge wahrscheinlich in Zahlung gegeben wurden.  Die letzten der rund 80 noch verbliebenen MiGs wurden 2003 außer Dienst gestellt
- Angola: 24 MiG-21MF, ab 1981 Lieferung von 50 MiG-21PFM, ab 1985 60 MiG-21bis und zwölf MiG-21UM, stationiert in Cuito, Luanda, Luena, Menongue und Moçamedes, alle außer Dienst
- Äthiopien: ab 1977 48 MiG-21bis von der UdSSR geliefert, später weitere Lieferungen, Bestand 1993 30 bis 40 Maschinen, 2003 ausgemustert
- Bulgarien: 1963 zwölf MiG-21F-13, 1965 zwölf MiG-21PF, 1966 zwölf MiG-21PFM und eine MiG-21U, 1969 zwölf MiG-21R und zwölf MiG-21M, 1970 drei MiG-21M, 1974 29 MiG-21UM, elf MiG-21MF und neun MiG-21MF-75, 1977/78 36 gebrauchte MiG-21PFS/PFM, 1982–1985 72 MiG-21bis, Ende der 1980er-Jahre Außerdienststellung der MiG-21F-13, 1990 MiG-21M/PF außer Dienst, 1992 MiG-21PFM/US außer Dienst, 1995 MiG-21R außer Dienst, einige MiG-21bis waren bis in die heutige Zeit im Einsatz und sollten bis mindestens 2015 weiter genutzt werden[22] 2022 keine im Inventar.[4]

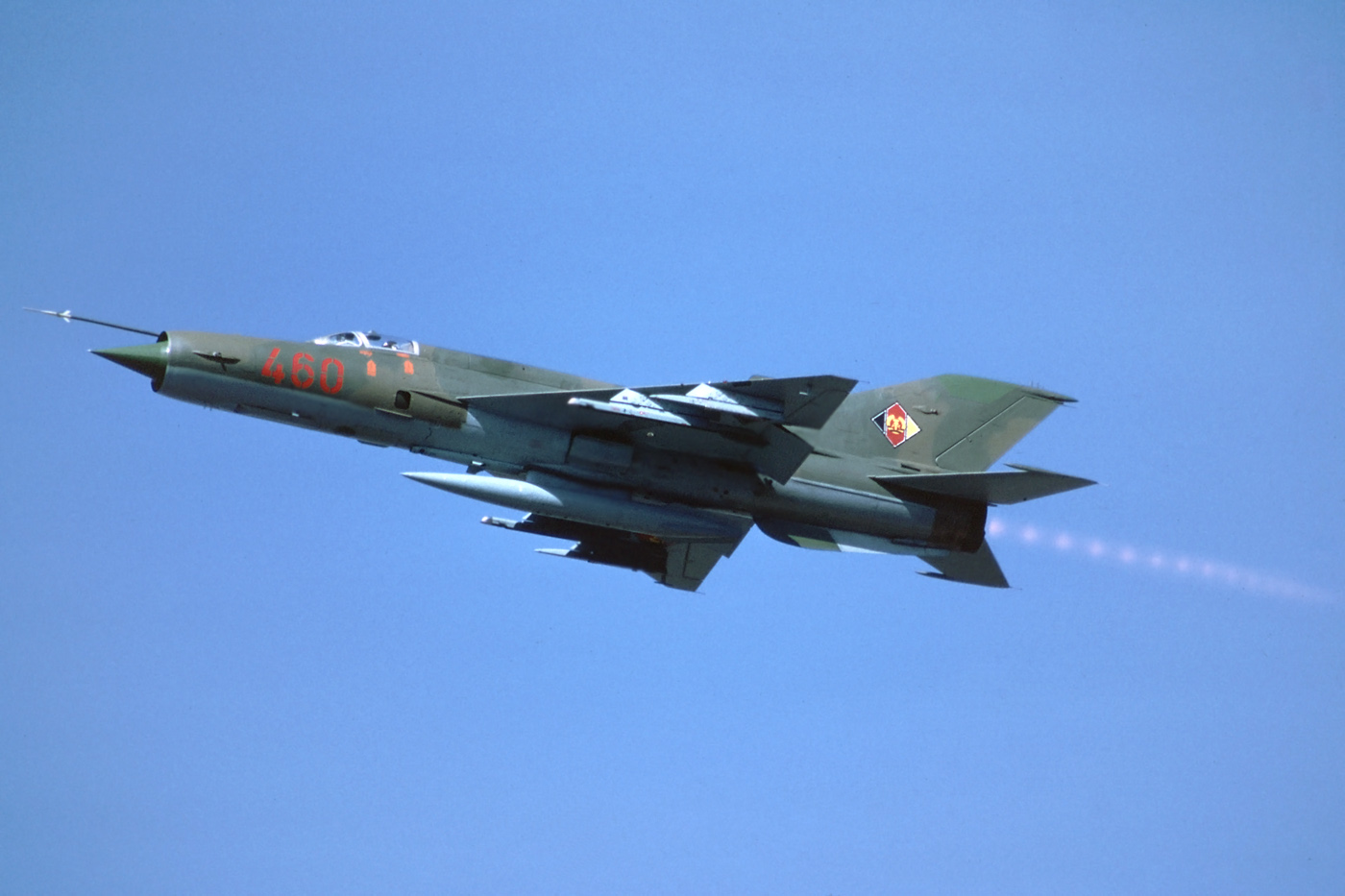
MiG-21MF, Holzdorf, 1990

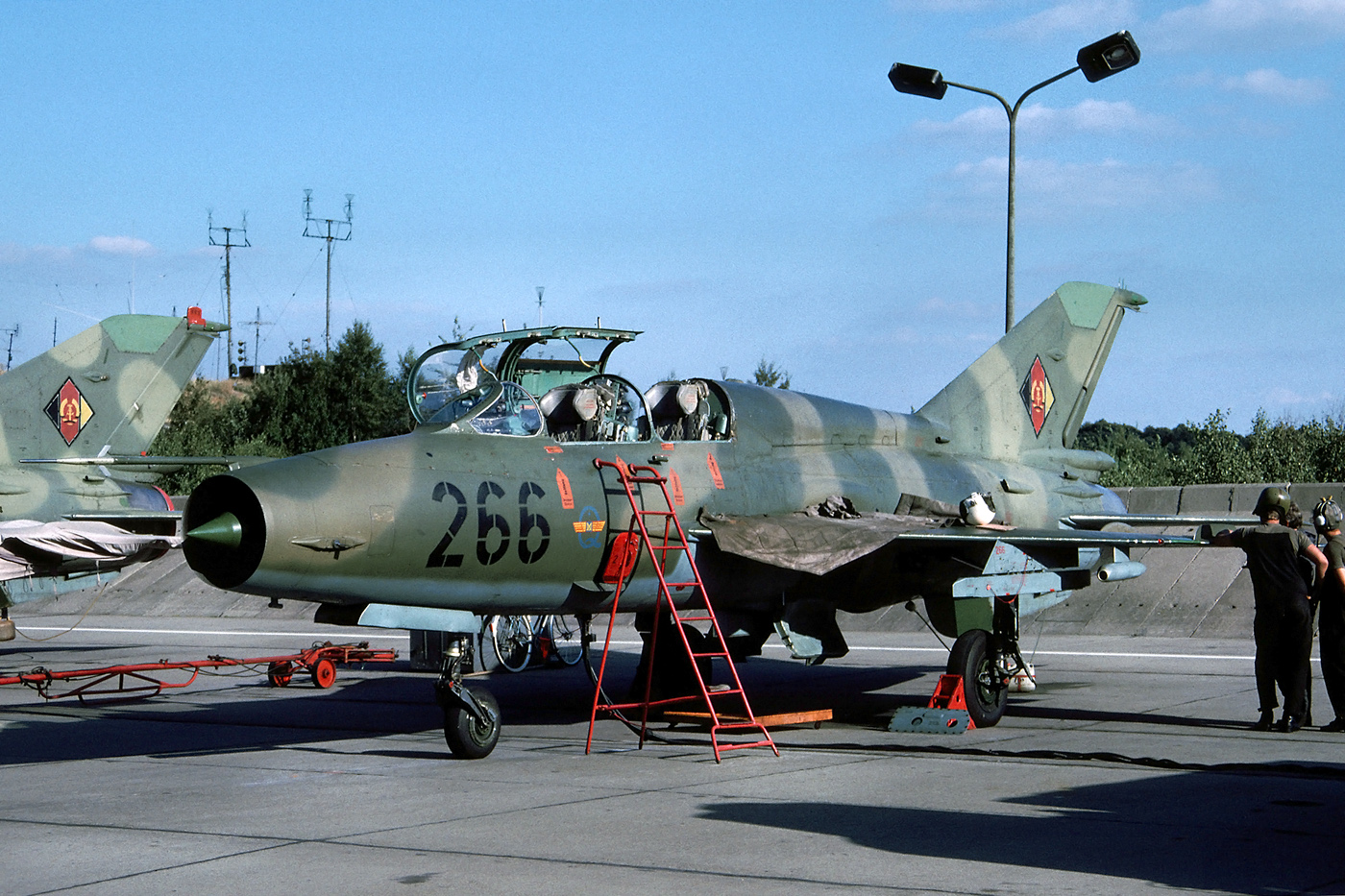
MiG-21UM der NVA

- Deutsche Demokratische Republik: Die Einführung der ersten Serienversion MiG-21F-13 bei den Luftstreitkräften der NVA erfolgte zeitgleich mit der der anderen Staaten des Warschauer Pakts, einschließlich der Sowjetunion. Von 1962 bis 1964 erhielten die LSK/LV insgesamt 76 Flugzeuge, mit denen die Jagdfliegergeschwader 8 und 9 sowie die dritte Staffel des JG-3 ausgerüstet wurden.[23] Ab 1965 waren die Schuldoppelsitzer MiG-21U-400 und U-600 verfügbar, so dass angehende Jagdpiloten nun nicht mehr direkt vom Unterschalltrainer L-29 (im JG-9 von der MiG-15 UTI) auf die einsitzige F-13 umsteigen mussten. Die MiG-21F-13 wurde schon nach relativ kurzer Einsatzzeit von den moderneren MiG-21PF und PFM/SPS abgelöst und bis zum Anfang der 1970er Jahre an die Jagdfliegerschulen abgegeben. Einzig das JG-3 behielt seine dritte Staffel bis 1974. Im gleichen Jahr erfolgte noch die Aufstellung der Aufklärungsstaffel AFS-31 (später TAFS-47), deren F-13 mit AFA-39-Kameras anstelle des rechten Landescheinwerfers ausgerüstet waren. Diese Flugzeuge standen bis 1985 im Dienst. Die Trainer U-400 und U-600 wurden noch bis März 1990 beim Jagdfliegerausbildungsgeschwader 15 geflogen.

Der Einsatz dieser ersten Generation der MiG-21 war, bedingt durch die Neuheit der Konstruktion – die MiG-21 war der erste Mach-2-Jäger der DDR-Luftstreitkräfte – mit einigen technischen Problemen verbunden. Das Triebwerk R-11 F-300 überhitzte leicht und fiel in der Regel beim Abfeuern der Raketen aus, so dass es neu gestartet werden musste. Im Sommer 1974 wurden sämtliche Triebwerke dieser Ausführung wegen einiger gebrochenen Kraftstoffpumpen-Antriebswelle gesperrt und sämtliche Wellen ausgetauscht. Beim Katapultieren in niedriger Höhe musste zuvor das Kabinendach manuell abgeworfen werden. Geschah das nicht, wurde es leicht zur tödlichen Falle für den Piloten. Insgesamt verlor die NVA von den 120 eingesetzten F-13 und MiG-21U 39 durch Flugunfälle. Trotzdem war das Flugzeug aufgrund des guten Masse-Leistungs-Verhältnisses und der leichtgängigen Steuerung bei den Piloten beliebt.
Die zweite Generation der MiG-21-Reihe wurde ab 1964 bei den LSK eingeführt und umfasste als erstes 53 MiG-21PF, die über ein Funkmessvisier RP-21 „Saphir“ verfügten und im Gegensatz zur F-13, die ein reiner Tagjäger war, auch bei schwierigen meteorologischen Bedingungen eingesetzt werden konnte. Die Kanonenbewaffnung war durch Luft-Luft-Raketen ersetzt und die Reichweite durch zusätzliche Rumpftanks erhöht worden. Die späteren Maschinen dieser Version verfügten über eine verbesserte Funkmess- und Elektronikausrüstung und wurden daher NVA-intern als MiG-21PFM betitelt, obwohl erst die spätere Variante diese Bezeichnung offiziell erhielt. Die letzten 12 MiG-21PF wurden 1988 im JG-2 (3.JS) ausgemustert, nachdem sie vorher noch mit Tarnbemalung geflogen waren und bei Grundüberholungen immer wieder kleinere Modifikationen erhalten hatten. 19 Flugzeuge gingen während der Dienstzeit verloren, dabei kamen sieben Menschen ums Leben. Zwölf MiG-21PF sowie vier Schuldoppelsitzer MiG-21U sollten ab 1988 für eine vorgesehene Abgabe an den Iran in der Flugzeugwerft Dresden grundüberholt und mit einer Wüstentarnung versehen werden. Nach Dresden wurden letztendlich aber nur sechs MiG-21PF überführt. Die politische Wende verhinderte weitere Transaktionen und die restlichen sechs beim JG-2 (3.JS) verbliebenen MiG-21PF wurden nach 1991 dort verschrottet. Lediglich zwei Schulmaschinen – die ehemalige 288 und 290 – erreichten ihren Bestimmungsort Iran.
In den Jahren 1966 und 1967 wurden etwa 84 MiG-21PFM, bei der NVA aufgrund des neuen Landesystems als MiG-21SPS bezeichnet, eingeführt, gefolgt von etwa 55 SPS-K mit anhängbarer Kanonengondel. Bei Auflösung der NVA standen noch 45 SPS/SPS-K im Truppendienst. Als zweisitziges Pendant zur Schulung dienten ab 1968 17 MiG-21US, von denen 1990 noch 13 vorhanden waren.
Die dritte Generation der MiG-21 erreichte die LSK erstmals in Form von 87 MiG-21M, die von Dezember 1968 bis Oktober 1970 geliefert wurden. Die einzelnen Maschinen wiesen geringfügige Unterschiede zueinander auf und waren in Naturmetall belassen worden, erhielten aber Anfang der 1980er Jahre durchweg einen Tarnanstrich. Zwölf dieser MiG-21M des JG-8 wurden im Oktober 1973 samt technischem Personal und Piloten mit sowjetischen Transportern nach Syrien verbracht, um als Waffenhilfe die während des Jom-Kippur-Krieges erlittenen Verluste auszugleichen. Auf dem Flughafen Aleppo wurden die MiGs mit einer Wüstentarnung und syrischen Hoheitszeichen versehen, von den Piloten des JG-8 eingeflogen und an die syrische Armee übergeben (siehe dazu Geheimoperation Aleppo). Bei Auflösung der NVA waren noch 56 MiG-21M beim JG-2 (1. und 3. JS, die 2. JS besaß zwölf MiG-21SPS-K) sowie – als Aufklärer genutzt – bei der TAFS-47 und TAFS-48 im Einsatz. Von 1972 bis 1975 erreichte die leistungsstärkere Version MiG-21MF in Form von 62 Flugzeugen die NVA. Sie wurden schon beim Hersteller im NVA-üblichen Tarnanstrich lackiert (NVA-Jargon: MiG-21MF = MiG-21 mit Farbe), ausgenommen die letzten zwölf Maschinen, die aus einem ursprünglich für Vietnam bestimmten Baulos stammten und deshalb entsprechende Bemalung und Hoheitszeichen aufwiesen. Die Auflösung der NVA erlebten noch 47 MiG-21MF, die allesamt verschrottet oder an Museen abgegeben wurden. Die zur MiG-21M/MF gehörigen Schuldoppelsitzer MiG-21UM erhielt die NVA von 1971 bis 1978 in einer Stückzahl von 37, von denen 1990 noch 36 vorhanden waren.
Die letzte und leistungsstärkste Version der NVA war die der vierten MiG-21-Generation zugehörigen MiG-21bis, die ab 1975 geliefert wurden. Es wurden Maschinen mit unterschiedlicher Geräteausrüstung geflogen, die NVA-intern als MiG-21bis Lasur und MiG-21bis SAU unterschieden wurden. Die MiG-21bis flogen eine Zeit lang beim JG-9, wurden aber später allesamt an das JG-8 abgegeben, das ab den 1980er-Jahren der einzige mit dieser Version ausgerüstete Verband der LSK/LV war. 1990 wurden 14 Lasur und 27 SAU in den Bundeswehrbestand übernommen und 1992/93 ausgemustert.
Die Grundüberholungen aller Maschinen nach 650 Flugstunden erfolgten in der Flugzeugwerft Dresden. Hier wurden auch Verbesserungen vorgenommen, wie der Einbau von Schmutzabweisern unter den Antipompageklappen am Lufteinlauf oder der Einbau eines Drainagerohres am Flugzeugheck zur Ableitung von Treibstoffresten.
Die DDR beschaffte insgesamt 557 MiG-21 der verschiedenen Versionen. Von diesen gingen 126 verloren, eine Verlustquote von knapp 23 %. Dabei gab es mindestens 54 Todesopfer.

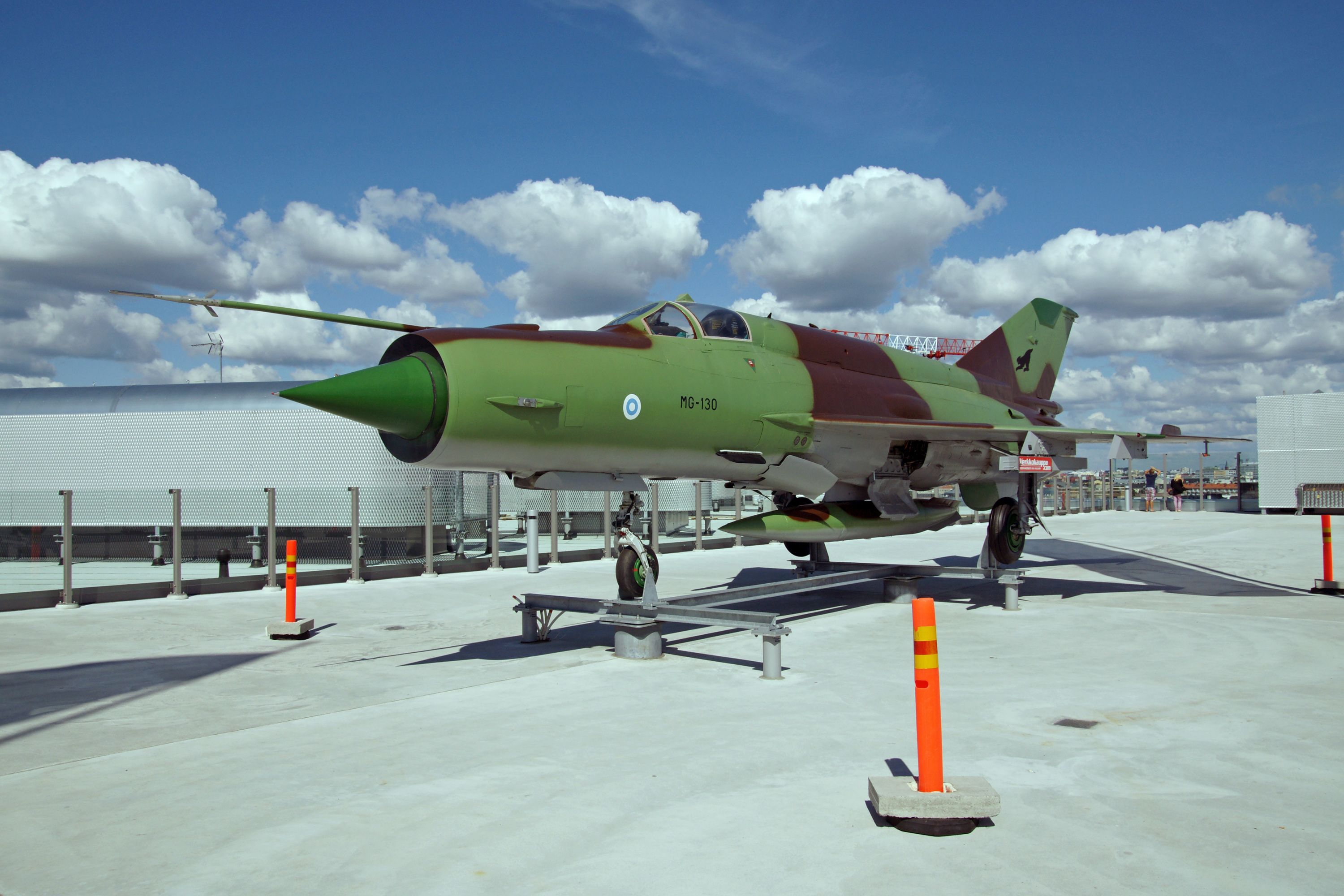
MiG-21bis, Luftstreitkräfte Finnlands

- Finnland: 1963 21 MiG-21F-13 geliefert, 1964 eine MiG-21F-13 als Ersatz für eine am 20. Mai 1964 abgestürzte Maschine, 1965 zwei MiG-21U-400, 1974 und 1981 je zwei MiG-21UM, 1978 zwei MiG-21bis, 1980 18 MiG-21bis, 1985 und 1986 je drei MiG-21bis, sechs MiG-21bis zu Aufklärern MiG-21bisT umgerüstet, 1986 alle MiG-21F-13 außer Dienst, 1981 MiG-21U-400 außer Dienst, 1998 letzte finnische MiG-21 außer Dienst gestellt.
- Indonesien: 1962 20 MiG-21F-13 von der UdSSR geliefert, 1963–1966 im Konflikt mit Malaysia eingesetzt, 1967 außer Dienst gestellt, ein Exemplar im Museum ausgestellt
- Irak: bis zu 100 MiG-21PFM/MF/U und J-7 geliefert, mit französischer R.550 Magic ausgerüstet, im Konflikt mit dem Iran und während Desert Storm eingesetzt
- Jugoslawien: ca. 120 MiG-21F/MF/bis/R, auf die Nachfolgestaaten verteilt
- Kambodscha: 1989 21 gebrauchte MiG-21bis und drei MiG-21UM aus der Sowjetunion geliefert, in Phnom-Penh Pochentong stationiert, nach der Lieferung Abbruch der Unterstützung durch die SU, zwei Maschinen durch Unfälle verloren gegangen, 1996 Vertrag mit IAI zur Umrüstung von zwölf MiG-21bis und zwei MiG-21UM zu MiG-21-2000, aufgrund fehlender Mittel nur zwei Maschinen umgerüstet. 2022 keine im Inventar.[4]
- Republik Kongo: 1980–1986 zwölf MiG-21bis und vier MiG-21UM aus der Sowjetunion, auf der Basis 02 in Pointe-Noire stationiert, vermutlich flugunfähig[26] 2022 keine im Inventar.[4]
- Demokratische Republik Kongo: sechs MiG-21PFM aus Jugoslawien auf dem Flugplatz Gbadolite geliefert, nicht mehr zusammengebaut. 2022 keine im Inventar.[4]
- Kroatien: 22 MiG-21bis, 4 MiG-21UM aus Polen, 2003–04 Modernisierung von 8 MiG-21bis zu MiG-21bisD und 4 MiG-21UM bei Aerostar S.A. in Rumänien.[27] letzte Exemplare im Dezember 2024 außer Dienst.[28]
- Laos: 1977 zwölf MiG-21PFM aus der Sowjetunion, 1980 zwölf MiG-21bis und zwei MiG-21UM, auf dem Flughafen Vientiane stationiert. 2022 keine im Inventar.[4]
- Madagaskar: 1978 zwölf MiG-21bisSAU und zwei MiG-21UM geliefert, in Ivato stationiert, nicht mehr im Dienst der Armée de l’Air Malgache
- Mali: in den 1980er-Jahren zwölf MiG-21bis und zwei MiG-21UM geliefert, inzwischen außer Dienst, 2005 zwei MiG-21MF-75 und eine MiG-21MFN aus Tschechien geliefert, 2007 eine MiG-21MF-75 abgestürzt
- Mongolei: die Mongolische Luftwaffe verfügte ab 1979 über 24 MiG-21PFM und drei MiG-21US, 1993 außer Dienst gestellt
- Nigeria: 1975 25 MiG-21MF und sechs MiG-21UM beschafft, später zwölf MiG-21bis, mind. elf Maschinen durch Abstürze verloren gegangen, seit Ende der 1980er-Jahre alle Maschinen außer Dienst
- Polen: 505 MiG-21F-13/PF/PFM/R/M/MF/bis, 77 MiG-21U/US/UM beschafft

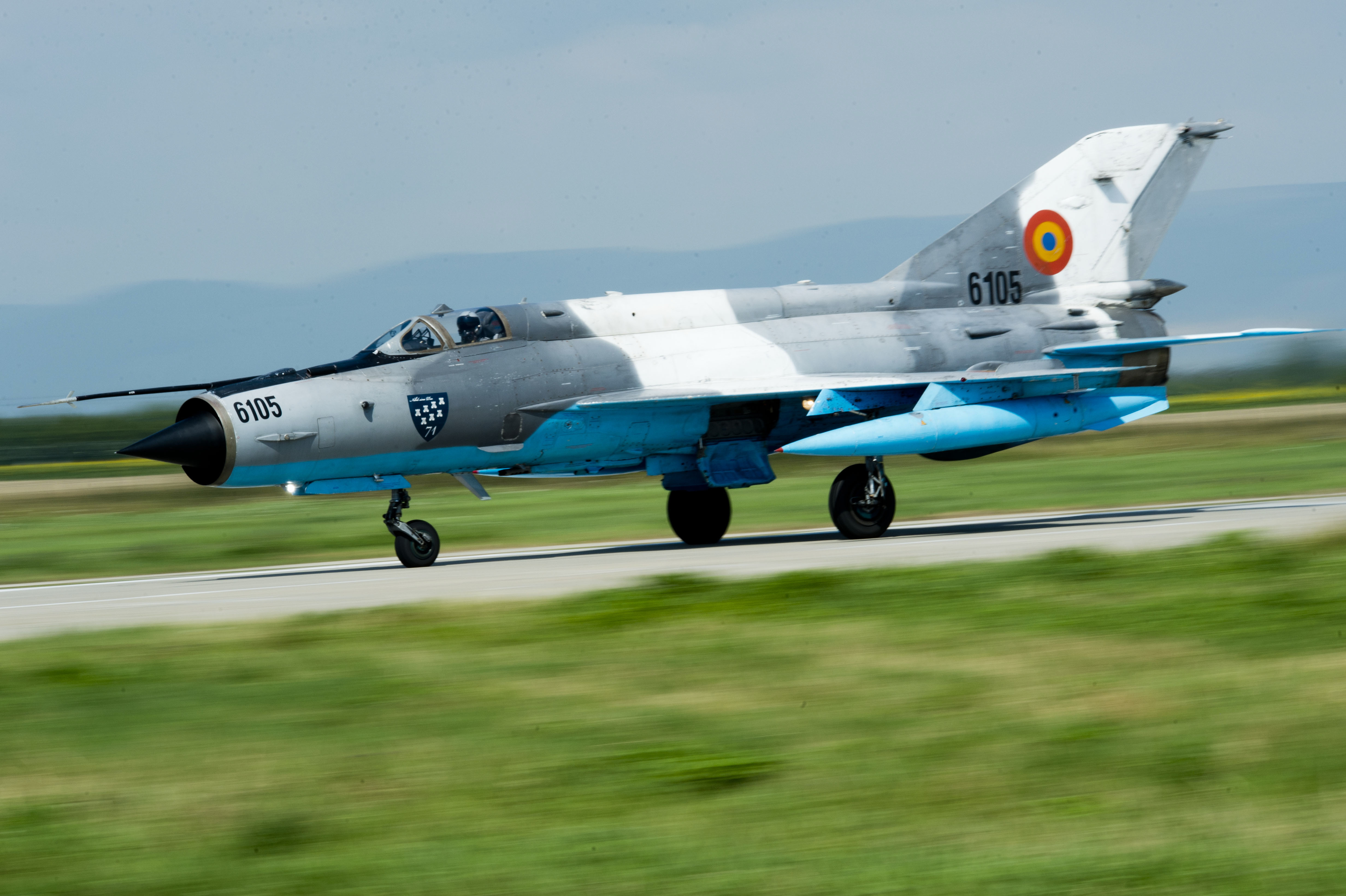
Eine rumänische MiG-21 in Câmpia Turzii 2016

- Rumänien: In den 1980er-Jahren befanden sich rund 150 MiG-21 im Bestand. 2002 wurden 110 Flugzeuge von Elbit bei AEROSTAR mit Helmvisier, Radar, Zielbehälter, Aufklärungspods und israelische Lenkwaffen Python-3 modernisiert und waren beim Baza 71 Aeriană in Câmpia Turzii (711, 712 Esc), Baza 86 Aeriană in Borcea-Fetești (861, 862 Esc) und Baza 95 Aeriană in Bacău (951 Esc, Überschall-Trainingszentrum) stationiert.[29] 2022 waren noch 16 aktiv,[4] die schließlich im Mai 2023 ausgemustert wurden.[30]
- Sambia: 1980 16 MiG-21bis und zwei MiG-21UM geliefert und auf dem Lusaka-International-Airport und in Livingstone stationiert, eine Maschine durch Absturz verloren gegangen, Mitte der 1990er-Jahre acht MiG-21bis und zwei MiG-21UM bei IAI überholt und teilweise modernisiert, außer Dienst gestellt
- Serbien: 21 MiG-21bis und sieben MiG-21UM aus Beständen der ehemaligen Jugoslawischen Volksarmee 2022 keine im Inventar.[4]

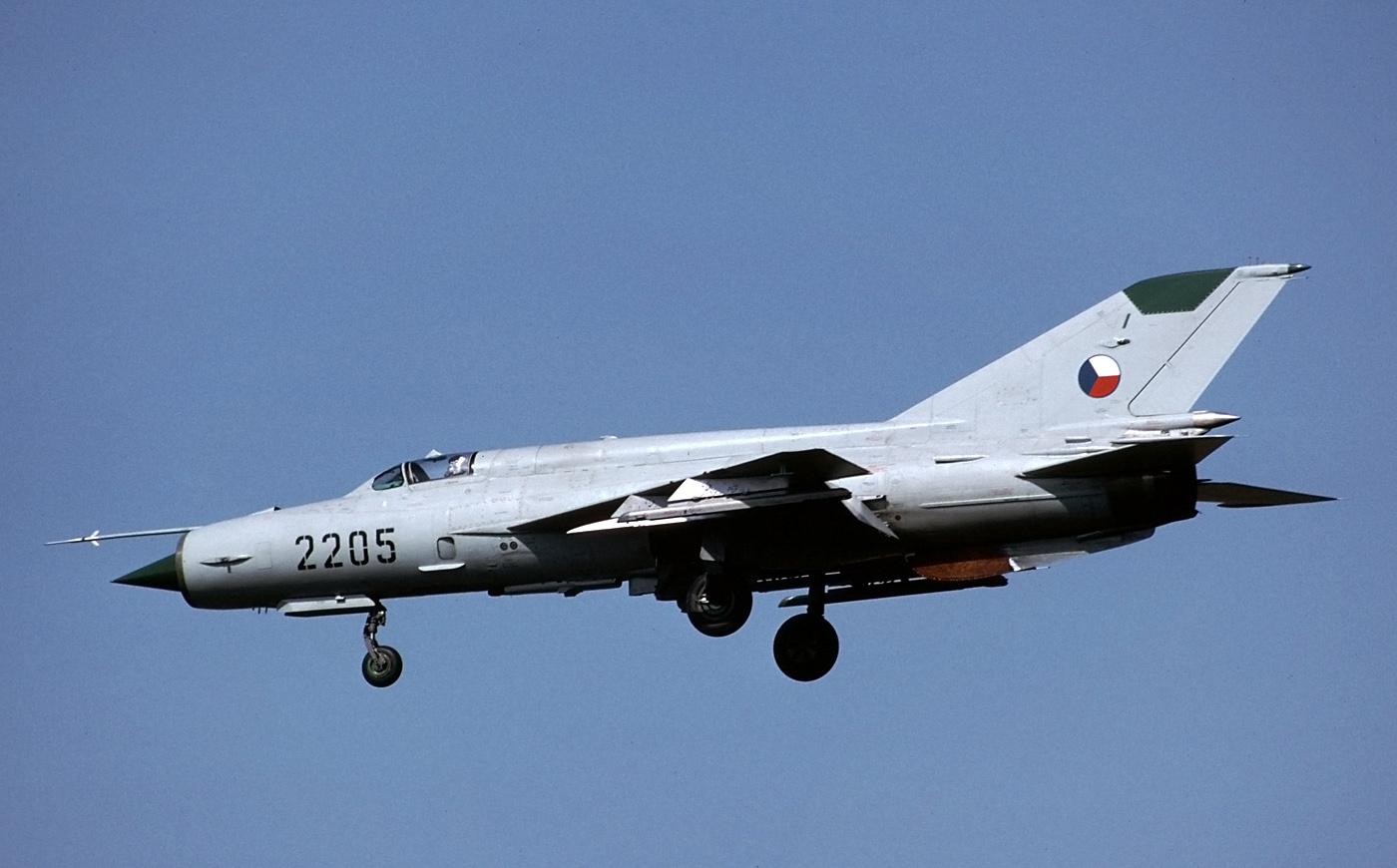
MiG-21MF der Luftstreitkräfte der Tschechischen Republik

- Slowakei: von der Luftwaffe der ČSFR wurden acht MiG-21R, 13 MiG-21M, 36 MiG-21MF, zwei MiG-21UF, elf MiG-21UM, zwölf MiG-21F-13, elf MiG-21PFM und zwei MiG-21U übernommen, 1998 noch 38 Maschinen in Dienst, 1999 26, 2000 16, 2001 13, 2002 Außerdienststellung
- Somalia: zehn MiG-21MF und einige MiG-21U beschafft, Zustand und Verbleib ungewiss

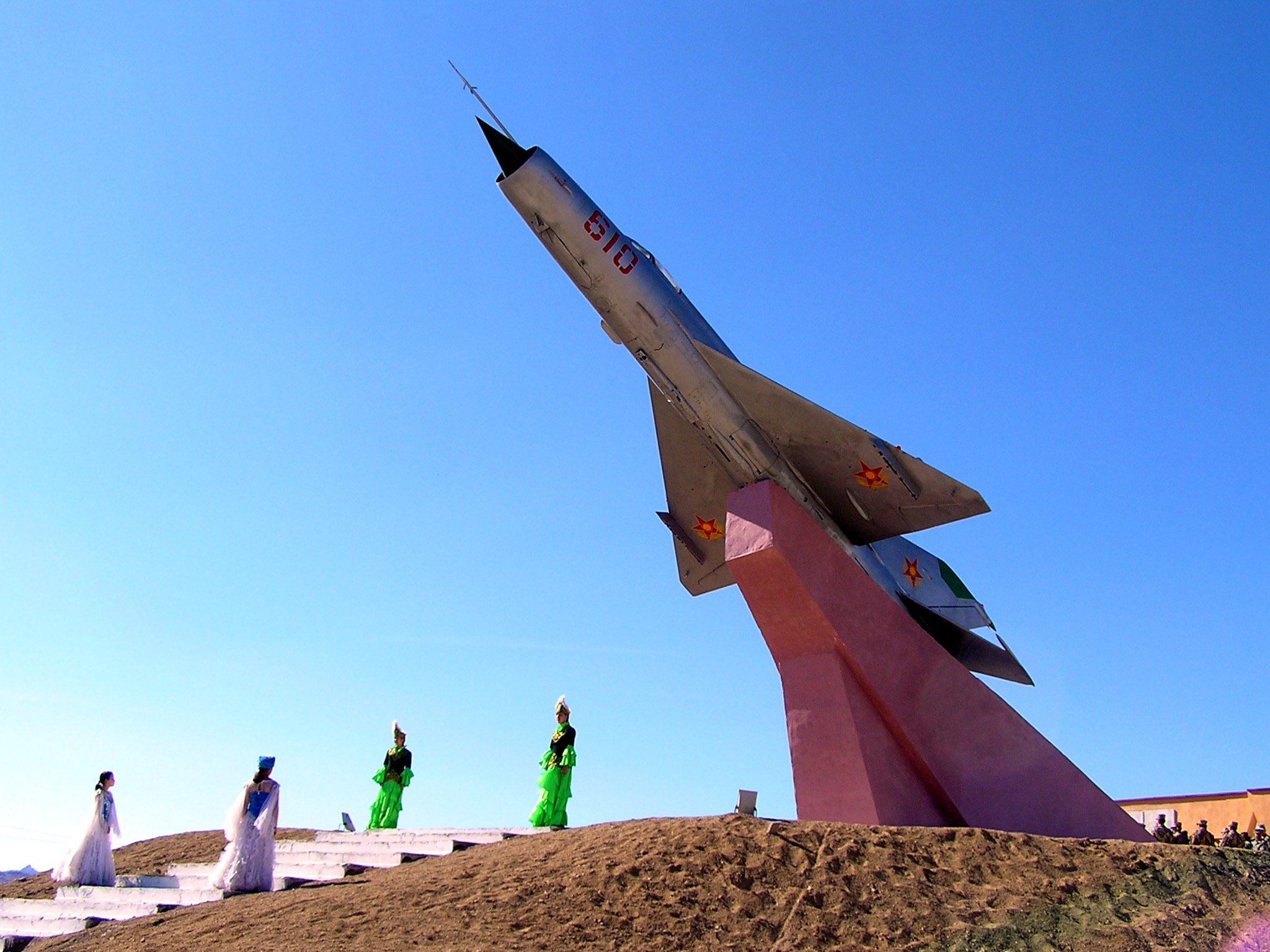
MiG-21 der kasachischen Luftwaffe

- Sowjetunion (sowjetische Luftstreitkräfte und Luftverteidigung): über 6000 Stück,[31] 1990 noch 185 im Bestand.[32] Größere Anzahl an Nachfolgestaaten weitergegeben.
  -  Aserbaidschan: unbekannte Anzahl übernommen
  -  Belarus: unbekannte Anzahl übernommen
  -  Kasachstan: unbekannte Anzahl übernommen
  -  Kirgisistan: 1996 100 inaktiv
  -  Russland: unbekannte Anzahl übernommen
  -  Turkmenistan: unbekannte Anzahl übernommen
  -  Ukraine: unbekannte Anzahl übernommen

- Tschechien: von der Luftwaffe der ČSFR wurden vier MiG-21M, 52 MiG-21MF, zwölf MiG-21R, fünf MiG-21US und 19 MiG-21UM übernommen, 1999 31 MiG-21MF und sieben MiG-21UM in Dienst, 2000 zehn MiG-21MF zu MiG-21MFN modernisiert, 2004 noch zwei MiG-21MF, sechs MiG-21MFN und zwei MiG-21UM in Dienst, 2005 offiziell außer Dienst
- Tschechoslowakei: 1962–1973 168 MiG-21F-13 (ein Baumuster aus der UdSSR, Rest eigene Produktion (S-106)), 1964–1965 39 MiG-21MF (1991 außer Dienst), 1965–1966 sieben MiG-21U, 1967 vier MiG-21U-600, 1966–1968 38 MiG-21PFM, 1968 zwölf MiG-21PFM-94N (nuklear), 1969–1971 25 MiG-21R, 1968–1970 13 MiG-21US, 1969–1970 21 MiG-21M(MA), 1971–1974 65 MiG-21MF, 1973 24 MiG-21UM, 1975–1976 25 MiG-21MF-75, nach der Teilung der ČSFR 1992 wurden die Bestände auf die beiden Staaten aufgeteilt
- Uganda: 1972–1975 16 MiG-21MF und drei MiG-21UM von der UdSSR geliefert und in Entebbe stationiert, dort bei der israelischen Kommandoaktion 1976 sieben Maschinen der Luftwaffe zerstört, weitere Maschinen im Krieg gegen Rebellen und Tansania verloren bzw. von Tansania erbeutet, 1999 aus Polen sechs MiG-21bis und eine oder zwei MiG-21UM geliefert (bei IAI modernisiert)

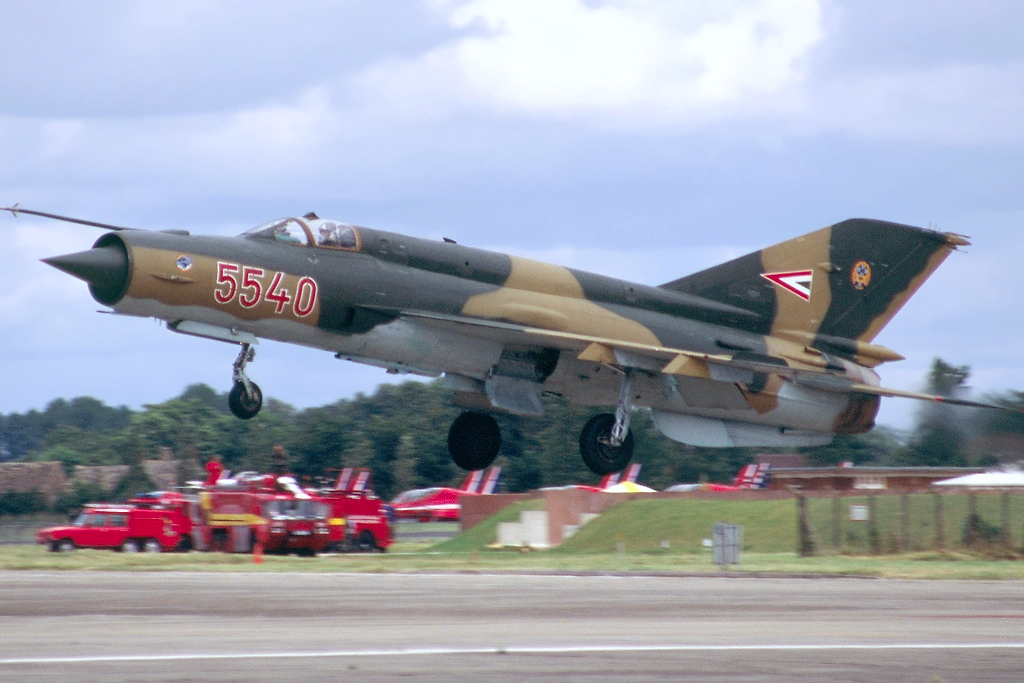
Ungarische MiG-21bis (1993)

- Ungarn: In der ehemaligen Ungarischen Volksarmee wurden insgesamt 261 Exemplare der verschiedenen MiG-21-Versionen betrieben. Nachdem zwischen Februar und August 1961 das Bodenpersonal und die Piloten in Krasnodar ihre Einweisungslehrgänge absolviert hatten, erhielt Ungarn im folgenden Oktober die ersten 40 MiG-21F-13 (Erzeugnis 74, издeлие 74).
  - Die MiG-21 der ungarischen Luftstreitkräfte wurden in drei Fliegerregimentern stationiert:
    - 31. Kapos Harcászati Repülőezred – 31. „Kapos“ Taktisches Regiment, Taszár (Südwestungarn)
    - 47. Pápa Harcászati Repülőezred – 47. „Pápa“ Taktisches Regiment, Pápa (Nordwestungarn)
    - 59. Szentgyörgyi Dezső Harcászati Repülőezred – 59. „Szentgyörgyi Dezső“ Taktisches Regiment, Kecskemét (Mittelungarn)

  - Die Anzahl der geflogenen MiG-21 nach Versionen:
    - 80 F-13 (29 Verluste)
    - 24 PF (7 Verluste)
    - 50 MF (9 Verluste)
    - 62 bis (Version 75A: 15, 7 Verluste; Version 75AP: 47, 13 Verluste)
    - 18 U (3 Verluste)
    - 27 UM (6 Verluste)

  - Von den insgesamt 83 in Unfälle verwickelten Piloten konnten sich 51 mit dem Schleudersitz retten. Die ungarischen Luftstreitkräfte stellte die letzten Exemplare der MiG-21 im September 2000 außer Dienst. Die vier MiG-21bis (Version 75AP) bildeten die Kunstflugstaffel „Himmelshusaren“, die zuerst 1991 bei der ersten „Taszár Air Show“ auftrat. Im darauffolgenden Jahr wurden die Kunstflieger zum ersten Mal ins Ausland, nach Großbritannien eingeladen. Eine „Aggressormaschine“ trug eine auffällige gelbe Bemalung und den Namen „Cápeti“. Die Nr. 1874 (bis) befindet sich im Gerhard-Neumann-Museum in Deutschland, die Nr. 4406 (MF) wurde in Graz-Thalerhof ausgestellt.
- Vereinigte Staaten: 1968 eine MiG-21F-13 aus Israel geliefert 1965 zehn MiG-21F-13 (YF-110B) aus Indonesien, 1978 16 MiG-21MF (YF-110D) aus Ägypten, 1987 zwölf F-7B (YF-110C) aus China, alle Maschinen im Rahmen der Operation Constant Peg in Tonopah stationiert, ca. 40 Maschinen bei privaten Betreibern
- Vietnam: 1965 erst MiG-21F-13 an das 912. Jagdfliegerregiment in Nôi Bai, 1966 erste MiG-21PF/PFM, 1969 erst MiG-21MF, ab 1978 MiG-21bis SAU und MiG-21UM, vermutliche Gesamtzahl 150 Flugzeuge, ungenaue Anzahl von Verlusten im Vietnamkrieg

## Technische Daten
| Kenngröße                | MiG-21F (Erzeugnis 72) / MiG-21F13 (Erzeugnis 74)          | MiG-21M (Erzeugnis 96)                                               | MiG-21MF (Erzeugnis 96F)                                       | MiG-21SPS/SPS-K (Erzeugnis 94/94K)                       |
| ------------------------ | ---------------------------------------------------------- | -------------------------------------------------------------------- | -------------------------------------------------------------- | -------------------------------------------------------- |
| Besatzung                | 1                                                          | 1                                                                    | 1                                                              | 1                                                        |
| Länge                    | 15,76 m                                                    | 15,76 m                                                              | 15,76 m                                                        | 13,85 m                                                  |
| Spannweite               | 7,15 m                                                     | 7,15 m                                                               | 7,15 m                                                         | 7,15 m                                                   |
| Höhe                     | 4,10 m                                                     | 4,12 m                                                               | 4,12 m                                                         | 4,13 m                                                   |
| Flügelfläche             | 22,95 m²                                                   | 23,00 m²                                                             | 23,00 m²                                                       | 22,95 m²                                                 |
| Flügelstreckung          | 2,23                                                       | 2,22                                                                 | 2,22                                                           | 2,23                                                     |
| Flächenbelastung         | - minimal: 217 kg/m² - nominal: k. A. - maximal: 376 kg/m² | - minimal: 259 kg/m² - nominal: k. A. - maximal: 409 kg/m²           | - minimal: 261 kg/m² - nominal: 357 kg/m² - maximal: 409 kg/m² | - minimal: k. A. - nominal: k. A. - maximal: 339 kg/m²   |
| Leermasse                | 4870 kg                                                    | 5950 kg                                                              | 6000 kg                                                        | 5411 kg                                                  |
| normale Startmasse       | 7110 kg                                                    | 8950 kg                                                              | 8200 kg                                                        | 7575 kg                                                  |
| max. Startmasse          | 8625 kg                                                    | 9400 kg                                                              | 9400 kg                                                        | 9080 kg                                                  |
| Treibstoffvorrat         | - intern: 2470 l - extern: 490 l                           | k. A.                                                                | - normal: 2650 l - maximal 4070 l                              | normal: 2750 l                                           |
| Höchstgeschwindigkeit    | 2125 km/h (in 12.500 m Höhe)                               | - 2230 km/h (in 11.000 m Höhe) - 1100 km/h (auf Meereshöhe)          | - 2230 km/h (in 11.000 m Höhe) - 1300 km/h (auf Meereshöhe)    | 2175 km/h                                                |
| Marschgeschwindigkeit    | 1100 km/h                                                  | k. A.                                                                | 1200 km/h                                                      | 1250 km/h                                                |
| Landegeschwindigkeit     | 260–270 km/h                                               | 270 km/h                                                             | 270 km/h                                                       | 230 km/h                                                 |
| Steiggeschwindigkeit     | 130 m/s                                                    | k. A.                                                                | 180 m/s                                                        | 210 m/s                                                  |
| Dienstgipfelhöhe         | 17.500 m                                                   | 18.500 m                                                             | 19.000 m                                                       | 19.900 m                                                 |
| Reichweite               | - normal: 1300 km - maximal: 1640 km                       | - normal: 1100 km - maximal: 1800 km                                 | - normal: 1100 km - maximal: 1800 km                           | - normal: 1370 km - maximal: 1800 km                     |
| Startrollstrecke         | 800 m                                                      | k. A.                                                                | k. A.                                                          | 850–1350 m                                               |
| Landerollstrecke         | - mit Schirm: 550 m - ohne Schirm: 1100 m                  | k. A.                                                                | 550 m                                                          | 420–500 m                                                |
| Triebwerk (hier für NVA) | ein Turbojet Tumanski R-11F-300                            | ein Turbojet Tumanski R-11-F2SK-300 oder nach Umrüstung 1 × R-13-300 | ein Turbojet Tumanski R-13-300                                 | ein Turbojet Tumanski R-11-F2S-300                       |
| Schubkraft               | - mit Nachbrenner: 57,48 kN - ohne Nachbrenner: 38,25 kN   | - mit Nachbrenner: 60,60 kN - ohne Nachbrenner: 38,30 kN             | - mit Nachbrenner: 60,70 kN - ohne Nachbrenner: 40,30 kN       | - mit Nachbrenner: 56,40 kN - ohne Nachbrenner: 42,25 kN |
| Schub-Gewicht-Verhältnis | - maximal: 1,18 - nominal: k. A. - minimal: 0,68           | - maximal: 1,04 - nominal: k. A. - minimal: 0,66                     | - maximal: 1,03 - nominal: 0,75 - minimal: 0,66                | - maximal: k. A. - nominal: k. A. - minimal: 0,74        |

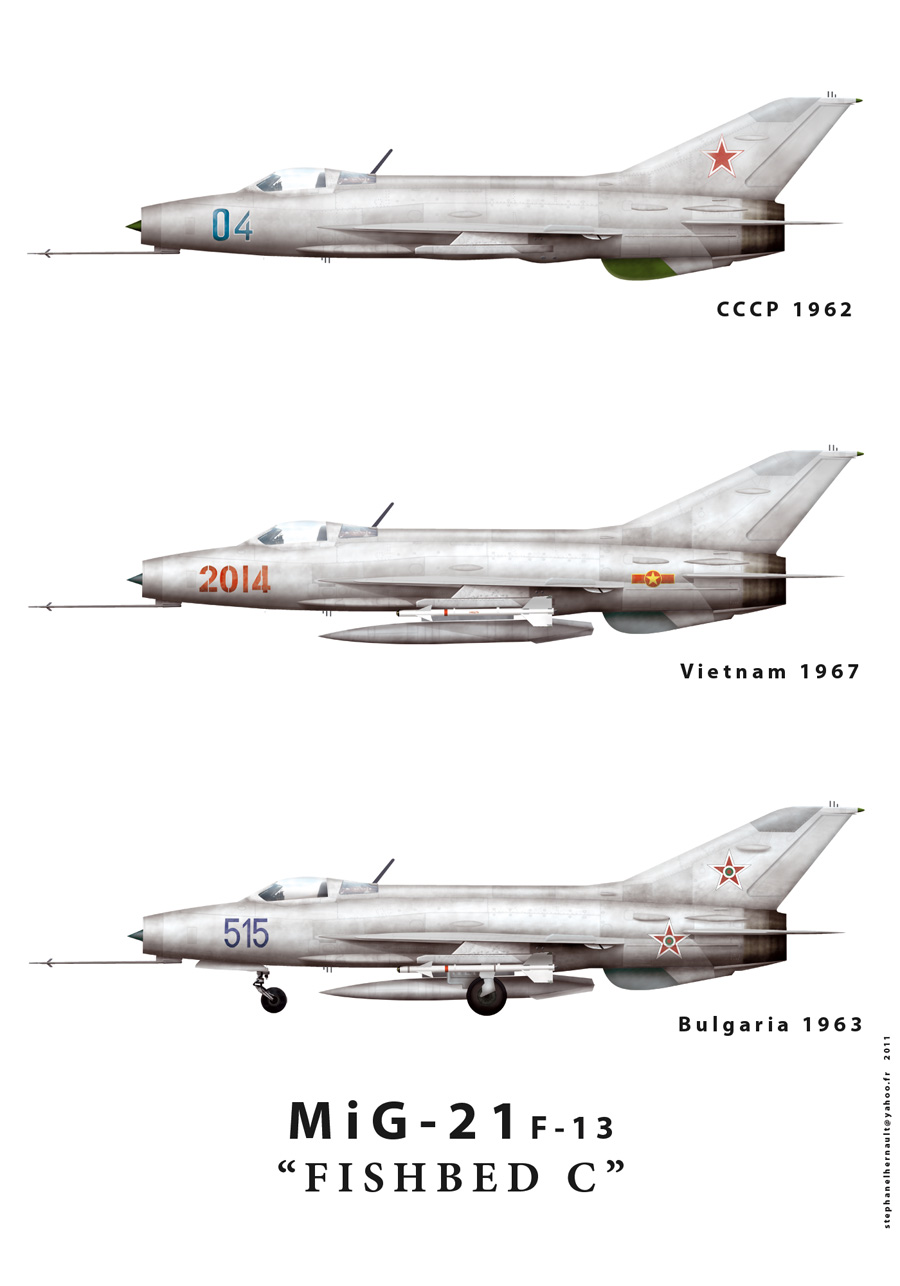
MiG-21F-13
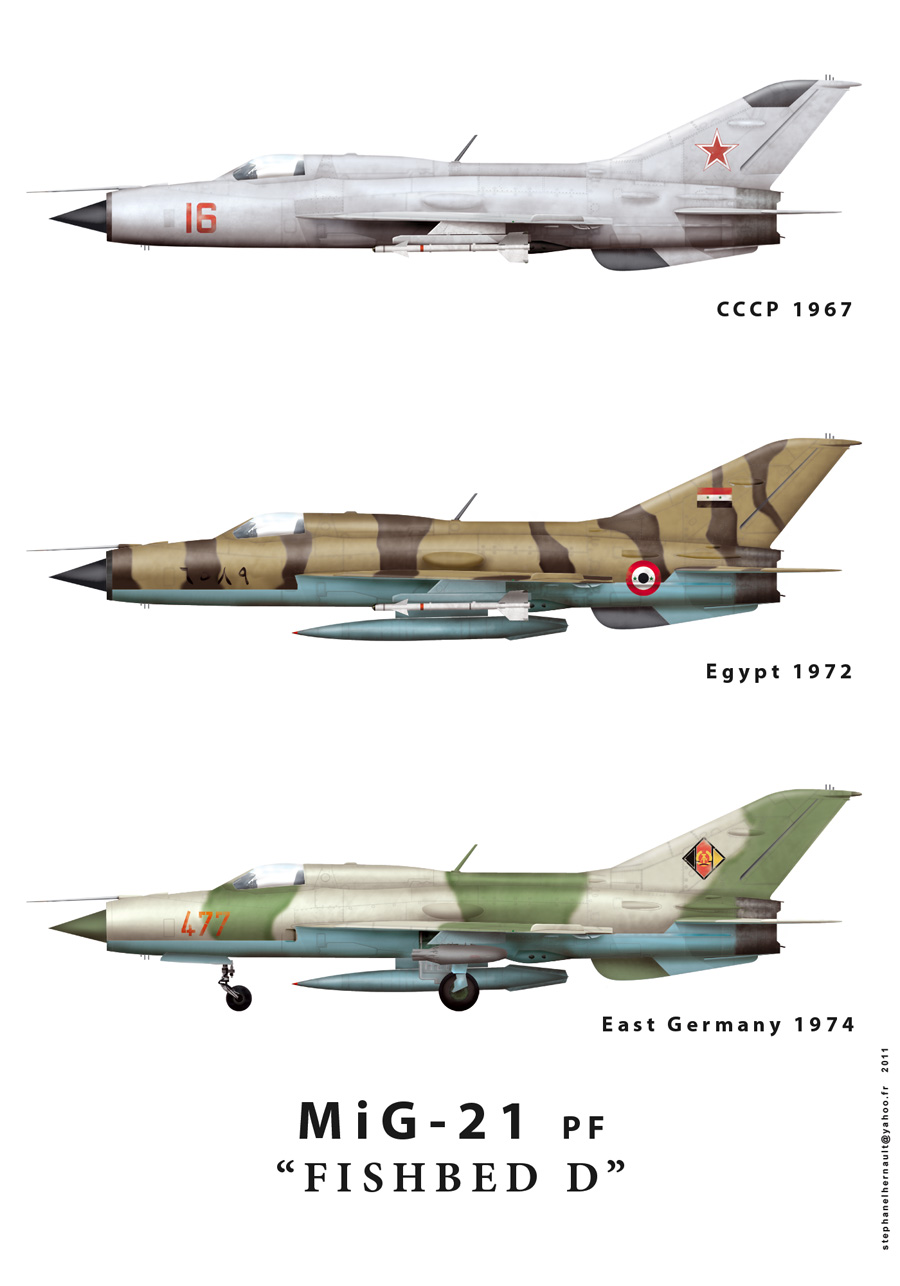
MiG-21PF (Fishbed D). Die NVA-Tarnung ist nicht korrekt wiedergegeben.
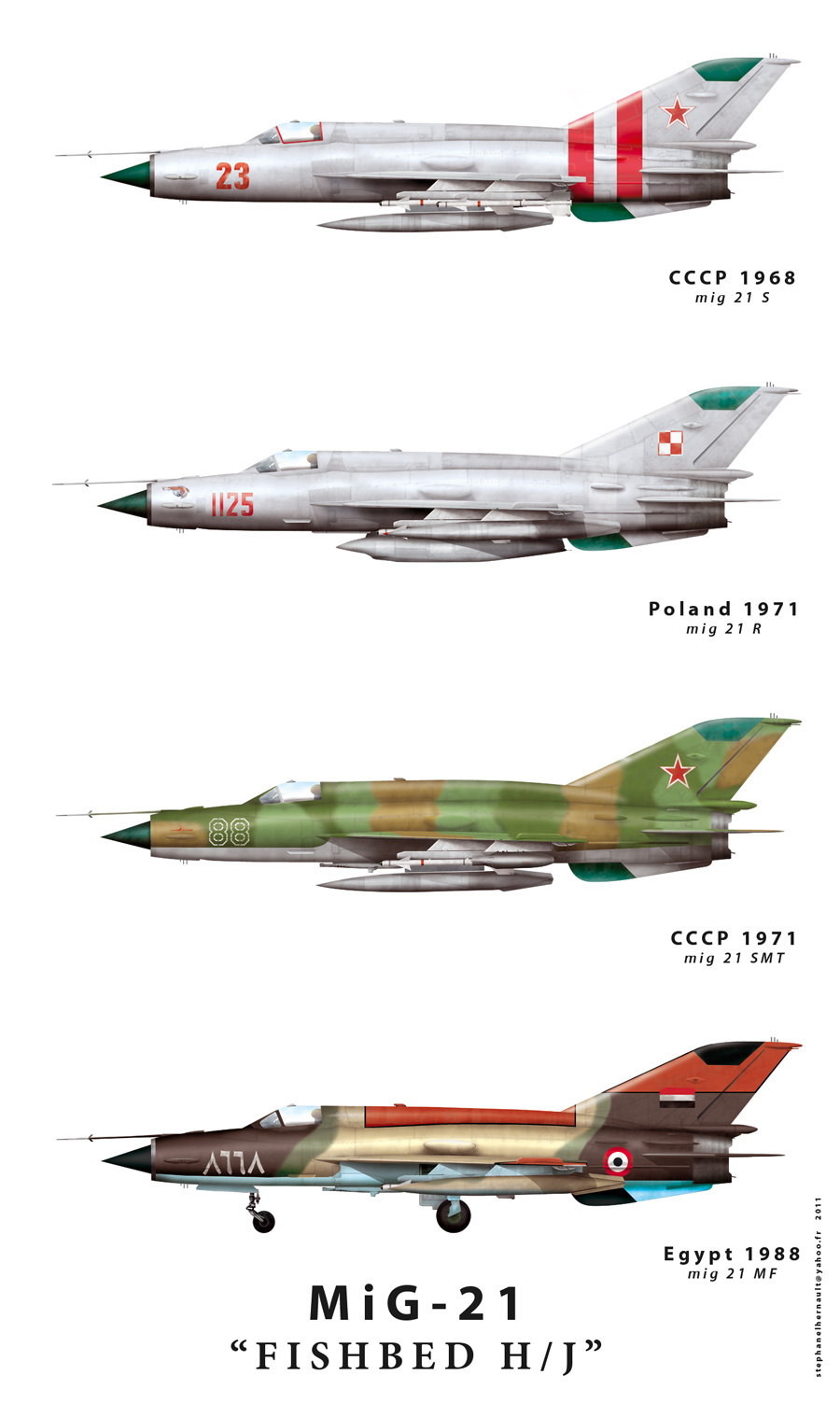
MiG-21 verschiedener Versionen (Fishbed H/J)
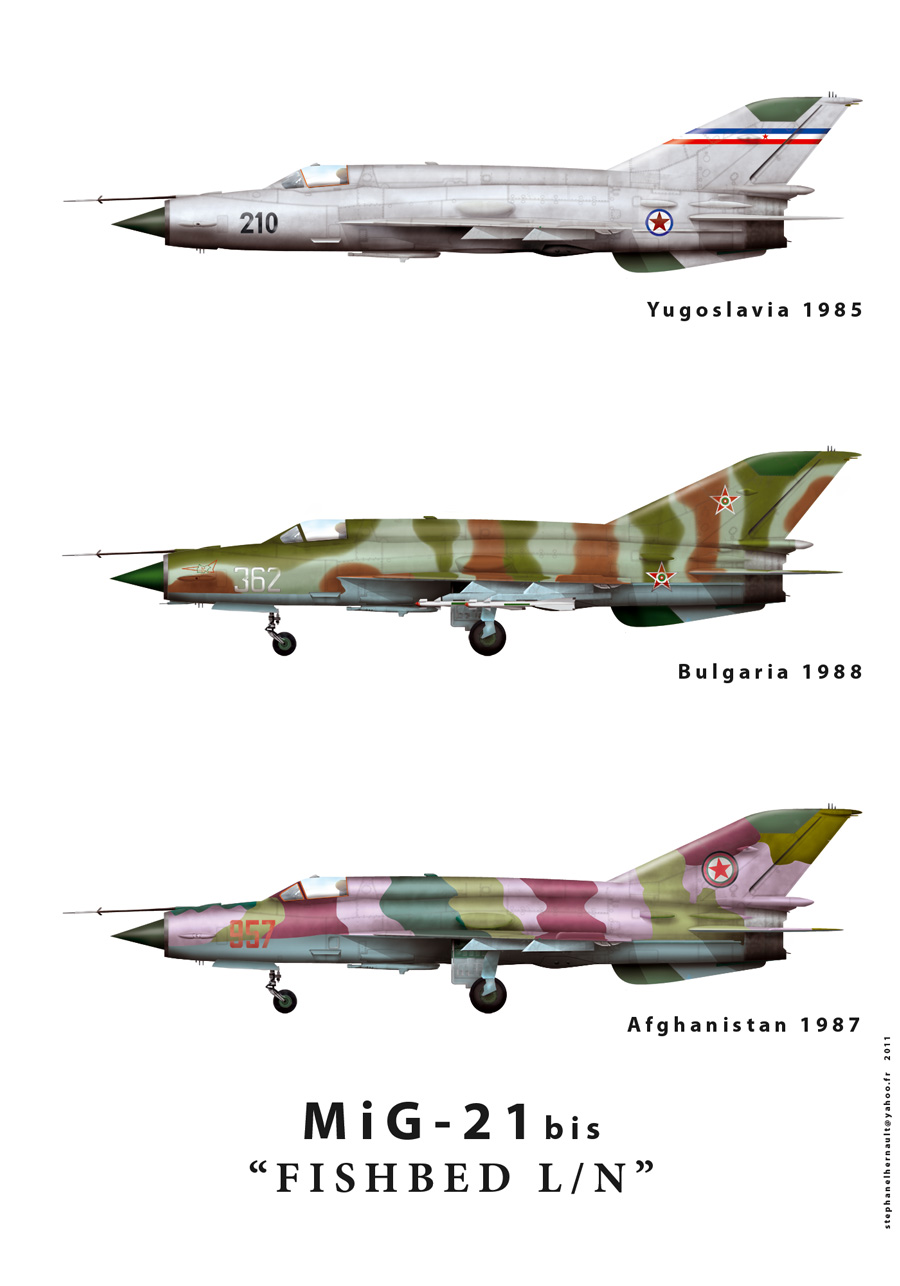
MiG-21bis (Fishbed L/N)

## Bewaffnung

### Bewaffnungsoptionen MiG-21F-13 (Erzeugnis 74)
Festinstallierte Rohrwaffen
- 1 × 30-mm-Maschinenkanone Nudelman-Richter NR-30 mit 30–60 Patronen

Waffenzuladung von 1000 kg an zwei Außenlaststationen
Luft-Luft-Lenkflugkörper
- 2 × APU-13M1-Startvorrichtung für je 1 × GMKB Wympel R-3S (Erzeugnis 310A/K-13 oder AA-2A „Atoll“) – infrarotgelenkt, selbstzielsuchend für Kurzstrecken

Ungelenkte Raketen
- 2 × UB-16-57U-Raketenbehälter mit je 16 × ungelenkten S-5 Luft-Boden-Raketen; Kaliber 57 mm, Typen: S-5K oder S-5KO und S-5M oder S-5MO
- 2 × PU-12-40U-Startvorrichtung für je eine ungelenkte S-24 (ARS-240)-Luft-Boden-Rakete; Kaliber 240 mm

Freifallbomben
- 2 × FAB-500 (500-kg-Freifallbombe)
- 2 × FAB-250 (250-kg-Freifallbombe)
- 2 × RBK-250-275 (275-kg-Streubombe)
- 2 × FAB-100 (100-kg-Freifallbombe)
- 2 × ZB-360 (345-kg-Napalmbombe)

Externe Behälter
- 1 × abwerfbarer Zusatztank PTB-490 für 490 Liter Kerosin

### Bewaffnungsoptionen MiG-21PF (NVA: MiG-21PFM) (Erzeugnis 76)
Waffenzuladung von 1000 kg an fünf Außenlaststationen
Luft-Luft-Lenkflugkörper
- 2 × APU-7D-Startvorrichtung für je eine Gruschin RS-2US (Erzeugnis IS/AA-1 „Alkali“ bzw. Kaliningrad K-5M) – leitstrahlgelenkt, radargesteuert für Kurzstrecken
- 2 × APU-13M1-Startvorrichtung für je 1 × GMKB Wympel R-3S (Erzeugnis 310A/K-13 oder AA-2A „Atoll“) – infrarotgelenkt, selbstzielsuchend für Kurzstrecken

oder:
- 2 × RBP-2-R-3S („Monsun“-Doppelträger) mit je 2 × APU-13M1-Startvorrichtung für je 2 × GMKB Wympel R-3S (K-13 oder AA-2A „Atoll“) – infrarotgelenkt, selbstzielsuchend für Kurzstrecken

Ungelenkte Raketen
- 2 × 1-430-U oder UB-16-57U-Raketenbehälter mit je 16 × ungelenkten S-5-Luft-Boden-Raketen; Kaliber 57 mm, Typen: S-5K oder S-5KO und S-5M oder S-5MO
- 2 × APU-7D Startvorrichtung für je eine ungelenkte S-24-Luft-Boden-Rakete (ARS-240); Kaliber 240 mm

Freifallbomben
- 2 × FAB-250 (250-kg-Freifallbombe: FAB = Sprengbombe)
- 2 × FAB-100 (100-kg-Freifallbombe)

Externe Behälter
- 1 × abwerfbarer Zusatztank PTB-490 für 490 Liter Kerosin

### Bewaffnungsoptionen MiG-21PFM (NVA: MiG-21SPS oder SPS/K) (Erzeugnis 94 oder 94K)
Festinstallierte Rohrwaffen (nur Erzeugnis 94k)
- 1 × GP-9-9000-Kanonengondel mit einer doppelrohrigen 23-mm-Maschinenkanone Grjasew-Schipunow GSch-23 (9A-4071K) mit 200 Granatpatronen AM-23 statt Rumpf-ZB mit 490 l TS1

Waffenzuladung von 1000 kg an fünf Außenlaststationen
Luft-Luft-Lenkflugkörper
- 2 × APU-7D Startvorrichtung für je eine Gruschin RS-2US (Erzeugnis IS/AA-1 „Alkali“ bzw. Kaliningrad K-5M) – leitstrahlgelenkt, radargesteuert für Kurzstrecken
- 2 × APU-13M1-Startvorrichtung für je 1 × GMKB Wympel R-3S (Erzeugnis 310A/K-13 oder AA-2A „Atoll“) – infrarotgelenkt, selbstzielsuchend für Kurzstrecken
- 2 × P-62-1M Startvorrichtung für je 1 × Erzeugnis 62/Wympel R-60M (R-62-1M bzw. AA-8 „Aphid“) – infrarotgesteuert, selbstzielsuchend für Kurzstrecken, allerdings nur einige MiG-21SPS, keine MiG-21SPS(k)!

Ungelenkte Raketen
- 2 × UB-16-57U Raketenbehälter mit je 16 × ungelenkten S-5-Luft-Boden-Raketen; Kaliber 57 mm, Typen: S-5K oder S-5KO und S-5M oder S-5MO
- 2 × APU-7D Startvorrichtung für eine ungelenkte S-24-Luft-Boden-Rakete (ARS-240); Kaliber 240 mm

Freifallbomben
- 2 × FAB-500 (500-kg-Freifallbombe)
- 2 × FAB-250 (250-kg-Freifallbombe)
- 2 × RBK-250-275 (275-kg-Streubombe)
- 2 × FAB-100 (100-kg-Freifallbombe)
- 2 × ZB-360 (345-kg-Napalmbombe)

Externe Behälter
- 1 × abwerfbarer Zusatzbehälter PTB-490 für 490 Liter TS1
- 2 × SPRD-99 (Starthilfsraketen)

### Bewaffnungsoptionen MiG-21M (Erzeugnis 96)
Festinstallierte Rohrwaffen
- 1 × doppelrohrige 23-mm-Maschinenkanone Grjasew-Schipunow GSch-23 (9A-4071K) mit 200 Granatpatronen AM-23

Waffenzuladung von 1000 kg an fünf Außenlaststationen
Luft-Luft-Lenkflugkörper
- 2 × APU-7/7D/68 Startvorrichtung für je 1 × Gruschin RS-2US (Erzeugnis IS/AA-1 „Alkali“ bzw. Kaliningrad K-5M) – leitstrahlgelenkt, radargesteuert für Kurzstrecken
- 2 × APU-13MT/MTÄ Startvorrichtung für je 1 × Erzeugnis 380/R-13 M oder Erzeugnis 310A/R-3S – infrarotgelenkt, selbstzielsuchend für Kurzstrecken
- 2 × P-62-1M Startvorrichtung für je 1 × Erzeugnis 62/Wympel R-60M (R-62-1M bzw. AA-8 „Aphid“) – infrarotgesteuert, selbstzielsuchend für Kurzstrecken

(allerdings nur MiG-21M mit 95-er Triebwerk, also nicht die mit dem 37F2s-Triebwerk)
Luft-Boden-Lenkflugkörper
Ungelenkte Raketen
- 4 × UB-16-57U Raketenbehälter mit je 16 × ungelenkten S-5-Luft-Boden-Raketen; Kaliber 57 mm: S-5K oder S-5KO und S-5M oder S-5MO
- 2 × UB-32 Raketenbehälter für je 32 × ungelenkte Luft-Boden-Raketen S-5; Kaliber 57 mm (nur innere Aufhängepunkte mit Lastenträger BD3-60-21D1)

- 2 × APU-7D/APU-68 Startvorrichtung für je eine ungelenkte S-24-Luft-Boden-Rakete (ARS-240); Kaliber 240 mm

Freifallbomben
- 2 × FAB-500 (500-kg-Freifallbombe)
- 2 × FAB-250 (250-kg-Freifallbombe)
- 2 × RBK-250-275 (275-kg-Streubombe)
- 2 × MBD-2-68-U Mehrfachbombenträger mit je 4 × max. 100kg-Freifallbomben – MBD an den inneren Aufhängepunkten mit Lastenträger BD3-60-21D1
- 2 × ZB-360 (345-kg-Napalmbombe)

Externe Behälter
- 1 × abwerfbarer Zusatzbehälter PTB-800 für 800 Liter TS1
- 3 × abwerfbarer Zusatzbehälter PTB-490 für 490 Liter TS1
- 2 × SPRD-99 (Starthilfsraketen)

### Bewaffnungsoptionen MiG-21MF (Erzeugnis 96F)
Festinstallierte Rohrwaffen
- 1 × doppelrohrige 23-mm-Maschinenkanone Grjasew-Schipunow GSch-23 (9A-4071K) mit 200 Granatpatronen AM-23

Waffenzuladung von 1000 kg an fünf Außenlaststationen
Luft-Luft-Lenkflugkörper
- 2 × APU-13MT/MTÄ Startvorrichtung für je 1 × Erzeugnis 380/R-13M Wympel R-13M oder Erzeugnis 310A/R-3S – infrarotgelenkt, selbstzielsuchend für Kurzstrecken (nur innere Aufhängepunkte mit Lastenträger BD3-60-21-D1)
- 2 × APU-7D Startvorrichtung für je 1 × Gruschin RS-2US (AA-1 „Alkali“ bzw. Kaliningrad K-5M) – leitstrahlgelenkt, radargesteuert für Mittelstrecken (nur äußere Aufhängepunkte)
- 4 × P-62-1M Startvorrichtung für je 1 × Erzeugnis 62/Wympel R-60M (R-62-1M bzw. AA-8 „Aphid“) – infrarotgesteuert, selbstzielsuchend für Kurzstrecken
- 2 × P-62-2M Startvorrichtung für je 2 × Erzeugnis 62/Wympel R-60M (R-62-1M bzw. AA-8 „Aphid“) – infrarotgesteuert, selbstzielsuchend für Kurzstrecken

Luft-Boden-Lenkflugkörper
Ungelenkte Raketen
- 4 × UB-16-57U Raketenbehälter mit je 16 × ungelenkten S-5-Luft-Boden-Raketen; Kaliber 57 mm: S-5K oder S-5KO und S-5M oder S-5MO
- 2 × UB-32 Raketenbehälter für je 32 × ungelenkte Luft-Boden-Raketen S-5; Kaliber 57 mm: S-5K oder S-5KO und S-5M oder S-5MO (nur innere Aufhängepunkte mit Lastenträger BD3-60-21D1)
- 2 × APU-7D Startvorrichtung für je eine ungelenkte S-24-Luft-Boden-Rakete (ARS-240); Kaliber 240 mm

Freifallbomben
- 2 × FAB-500 (500-kg-Freifallbombe)
- 2 × FAB-250 (250-kg-Freifallbombe)
- 2 × RBK-250-275 (275-kg-Streubombe)
- 2 × MBD-2-68-U Mehrfachbombenträger mit je 4 × max. 100kg-Freifallbomben – MBD an den inneren Aufhängepunkten mit Lastenträger BD3-60-21D1
- 2 × ZB-360 (345-kg-Napalmbombe)

Externe Behälter
- 1 × abwerfbarer Zusatzbehälter PTB-800 für 800 Liter TS1
- 3 × abwerfbarer Zusatzbehälter PTB-490 für 490 Liter TS1
- 2 × SPRD-99 (Starthilfsraketen)

### Bewaffnungsoptionen MiG-21bis (Erzeugnis 75)
Festinstallierte Rohrwaffen
- 1 × doppelrohrige 23-mm-Maschinenkanone Grjasew-Schipunow GScha-23L (9A-4071K) mit 250 Granatpatronen AM-23

Waffenzuladung von 1000 kg an fünf Außenlaststationen
Luft-Luft-Lenkflugkörper
- 2 × P-62-2M Startvorrichtung für je 2 × Erzeugnis 62/Wympel R-60M (R-62-1M bzw. AA-8 „Aphid“) – infrarotgesteuert, selbstzielsuchend für Kurzstrecken
- 4 × P-62-1M Startvorrichtung für je 1 × Erzeugnis 62/Wympel R-60M (R-62-1M bzw. AA-8 „Aphid“) – infrarotgesteuert, selbstzielsuchend für Kurzstrecken
- 4 × APU-13U-2 Startvorrichtung für je 1 × Erzeugnis 320/GMKB Wympel R-3R (K-13R oder AA-2C „Atoll“) – halbaktiv, radargelenkt für Kurzstrecken
- 2 × APU-13MT/MTÄ Startvorrichtung für je 1 × Erzeugnis 380/R-13M Wympel R-13M oder Erzeugnis 310A/R-3S – infrarotgelenkt, selbstzielsuchend für Kurzstrecken (nur innere Aufhängepunkte mit Lastenträger BD3-60-21-D1)

Spezialwaffen
- 1 × Rumpfzwischenträger BD3-66-21N für 1 × nukleare 5-kt-Freifallbombe 244N

Externe Behälter
- 1 × Behälter SM, enthält das elektronische Störgerät SPS-141

## Erhaltene Exemplare
Deutschland
Eine im Stil der Luftstreitkräfte der Nationalen Volksarmee teilrestaurierte MiG-21 steht im Technikpark MV in Grimmen (Mecklenburg-Vorpommern).

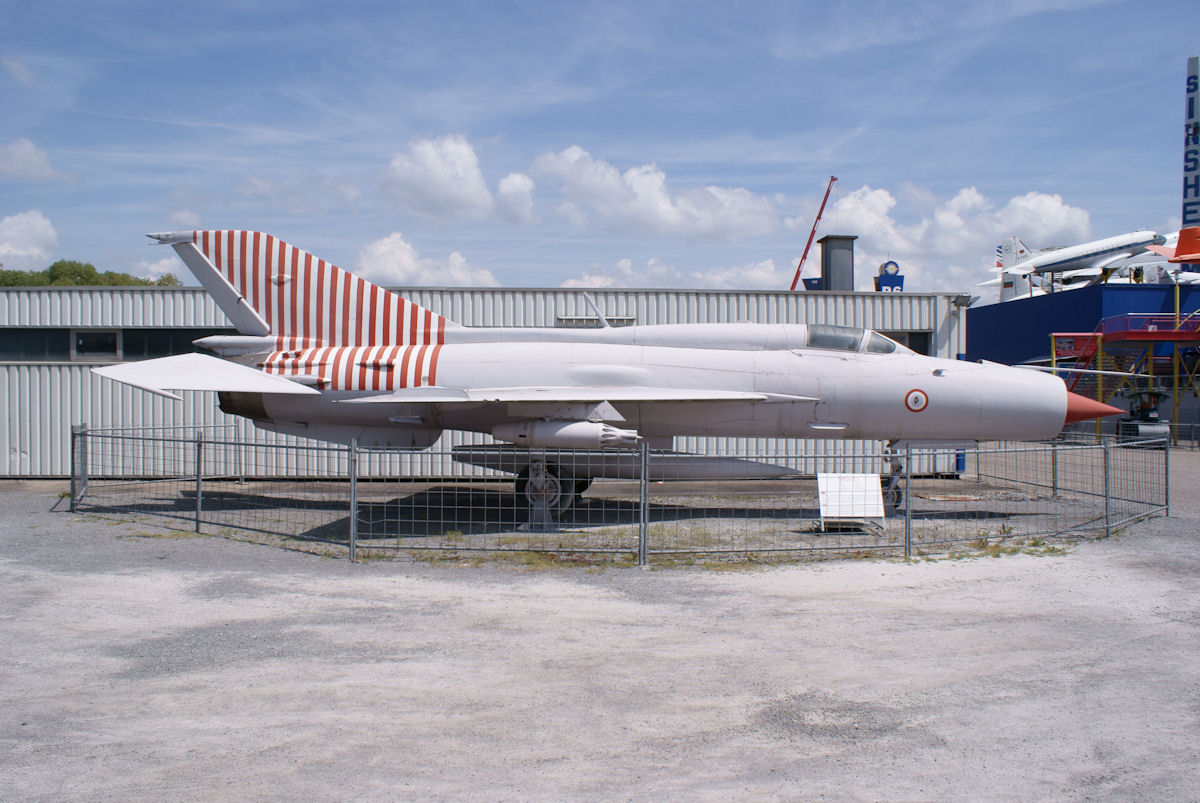
Technik-Museum Sinsheim

Eine weitere MiG-21bisSau (838) befindet sich in Rothenburg, beim ehemaligen JAG-15 im Museum. Dort stehen auch noch die MiG-21U (296), MiG-21US (236), MiG-21SPS(k) (545), MiG-21M (581), MiG-21MF (784) und die MiG-21F13 (623).
Die Sammlung des Militärhistorischen Museums Flugplatz Berlin-Gatow umfasst eine MiG-21bisSau, eine MiG-21UM (256) sowie die MiG-21MF (686) und eine MiG-21SPS vom ehemaligen Lehrflugplatz der LSK/LV in Kamenz.
Im Luftfahrtmuseum Wernigerode befindet sich eine MiG-21SPS.
Auf dem Hauptplatz vom Technik-Museum Sinsheim befindet sich auch eine MiG-21.
Im Zuge des Beschlusses des Nationalen Verteidigungsrates der DDR über einseitige Truppenreduzierungen 1989 sowie der nach der Wiedervereinigung einzuhaltenden Truppenstärken laut KSE-Vertrag wurden in der Flugzeugwerft Dresden 140 MiG-21 demilitarisiert und zerlegt, etliche Teile und Baugruppen gelangten so auch in Privatbesitz.
Ausland
Eine MiG-21 der Nationalen Volksarmee gelangte als Geschenk der deutschen Bundesregierung nach Kanada und ist im Nationalen Luftwaffenmuseum in Trenton (Quinte West) ausgestellt.

## Sonstiges
Westliche Beobachter sahen die MiG-21 erstmals während einer Luftparade 1961 in Tuschino. „Fishbed“ wurde ihr NATO-Codename; über ihre Leistungsfähigkeit konnten westliche Militärs nur spekulieren.
1966 im Vietnamkrieg traf erstmals ein Kampfflugzeug der United States Air Force auf eine MiG-21. Der Pilot einer F-105 Thunderchief sagte später, die MiG habe sich ihm so schnell genähert, dass er dachte, seine Maschine habe den Geist aufgegeben und er müsse aussteigen. Während des Luftkampfes gelang es dem Piloten, in Schussposition hinter die MiG zu kommen. Doch dann habe diese Gas gegeben und sei verschwunden – sie sei viel schneller als die F-105 gewesen.
Es gelang dem israelischen Geheimdienst Mossad mit der „Operation Diamond“, einen irakischen Piloten zum Überlaufen zu bewegen. Am 16. August 1966 floh er mit einer neuen MiG-21 nach Israel. Flugtests ergaben wertvolle Erkenntnisse: Bei einem Luftkampf am 7. April 1967 schoss die israelische Luftwaffe sechs syrische MiG-21 ab und verlor dabei kein einziges eigenes Flugzeug. Den Sechstagekrieg (Juni 1967) gewann Israel. Einige Monate später verlieh Israel die MiG an die USA. Die USA waren wegen des Vietnamkriegs sehr daran interessiert: Leonid Breschnew hatte Ende 1964 Chruschtschow gestürzt, im Februar 1965 Nordvietnam Militärhilfe zugesagt und bald darauf moderne Waffen (darunter MiG-21) dorthin geliefert.
Ende Oktober 1991 flüchtete der kroatische Heerespilot Rudolf Perešin mit einer MiG-21R der jugoslawischen Volksarmee im Tiefflug über die Karawanken nach Österreich und landete am Flughafen Klagenfurt. Die SFR Jugoslawien zerfiel damals. Die MiG wurde seitdem in Österreich im Luftfahrtmuseum Zeltweg gelagert. Anfang Mai 2019 wurde sie zerlegt und per Sattelauflieger nach Kroatien gebracht. Als Ersatz für die Lagerkosten hat Kroatien dem Luftfahrtmuseum in Zeltweg eine baugleiche MiG-21 überlassen. Zuvor war unklar, wer der Rechtsnachfolger Jugoslawiens ist, an den sie herausgegeben werden könnte.
In den 1980er Jahren wurden in der Flugzeugwerft Dresden irakische, iranische und ägyptische MiG-21 instand gehalten und repariert. Die Flugzeuge wurden mit C-130 aus dem Iran und mit IL-76 aus dem Irak angeliefert. Da beide Länder im Kriegszustand waren, wurde darauf geachtet, dass man sich nicht traf bzw. sah. Zur Flugerprobung erhielten die Flugzeuge mit Wasserfarben Hoheitszeichen der DDR.